# Liste des matchs de l'équipe des Pays-Bas de football par adversaire
Cet article présente une liste des matchs de l'équipe des Pays-Bas de football depuis son premier match officiel en 1905 par adversaire rencontré. Lorsqu'une rivalité footballistique particulière existe entre les Pays-Bas et un autre pays, une page spécifique est proposée.
- Haut – A
- B
- C
- D
- E
- F
- G
- H
- I
- J
- K
- L
- M
- N
- O
- P
- Q
- R
- S
- T
- U
- V
- W
- X
- Y
- Z

## A

### Afrique du Sud
| Date            | Lieu                         | Match                     | Score | Compétition  |
| 2 novembre 1924 | Amsterdam Pays-Bas           | Pays-Bas - Afrique du Sud | 2-1   | Match amical |
| 4 juin 1997     | Johannesbourg Afrique du Sud | Afrique du Sud - Pays-Bas | 0-2   | Match amical |

Bilan
- Total de matchs disputés : 2
- Victoires de l'équipe d'Afrique du Sud : 0
- Victoires de l'équipe des Pays-Bas : 2
- Match nul : 0

### Albanie
| Date              | Lieu               | Match              | Score | Compétition                                |
| 24 mai 1964       | Rotterdam Pays-Bas | Pays-Bas - Albanie | 2-0   | Qualifications pour la Coupe du monde 1966 |
| 25 octobre 1964   | Tirana Albanie     | Albanie - Pays-Bas | 0-2   | Qualifications pour la Coupe du monde 1966 |
| 11 octobre 2006   | Amsterdam Pays-Bas | Pays-Bas - Albanie | 2-1   | Qualifications pour l'Euro 2008            |
| 12 septembre 2007 | Tirana Albanie     | Albanie - Pays-Bas | 0-1   | Qualifications pour l'Euro 2008            |

Bilan
- Total de matchs disputés : 4
- Victoires de l'équipe d'Albanie : 0
- Victoires de l'équipe des Pays-Bas : 4
- Match nul : 0

### Allemagne
| Date              | Lieu                                       | Match                | Score | Compétition                                |
| 24 avril 1910     | Arnhem Pays-Bas                            | Pays-Bas - Allemagne | 4-2   | Match amical                               |
| 16 octobre 1910   | Kiel Allemagne                             | Allemagne - Pays-Bas | 1-2   | Match amical                               |
| 24 mars 1912      | Zwolle Pays-Bas                            | Pays-Bas - Allemagne | 5-5   | Match amical                               |
| 17 novembre 1912  | Leipzig Allemagne                          | Allemagne - Pays-Bas | 2-3   | Match amical                               |
| 5 avril 1914      | Amsterdam Pays-Bas                         | Pays-Bas - Allemagne | 4-4   | Match amical                               |
| 10 mai 1923       | Hambourg Allemagne                         | Allemagne - Pays-Bas | 0-0   | Match amical                               |
| 21 avril 1924     | Amsterdam Pays-Bas                         | Pays-Bas - Allemagne | 0-1   | Match amical                               |
| 29 mars 1925      | Amsterdam Pays-Bas                         | Pays-Bas - Allemagne | 2-1   | Match amical                               |
| 18 avril 1926     | Dusseldorf Allemagne                       | Allemagne - Pays-Bas | 4-2   | Match amical                               |
| 31 octobre 1926   | Amsterdam Pays-Bas                         | Pays-Bas - Allemagne | 2-3   | Match amical                               |
| 20 novembre 1927  | Cologne Allemagne                          | Allemagne - Pays-Bas | 2-2   | Match amical                               |
| 26 mai 1927       | Amsterdam Pays-Bas                         | Pays-Bas - Allemagne | 1-1   | Match amical                               |
| 4 décembre 1932   | Dusseldorf Allemagne                       | Allemagne - Pays-Bas | 0-2   | Match amical                               |
| 17 février 1935   | Amsterdam Pays-Bas                         | Pays-Bas - Allemagne | 2-3   | Match amical                               |
| 31 janvier 1937   | Dusseldorf Allemagne                       | Allemagne - Pays-Bas | 2-2   | Match amical                               |
| 14 mars 1956      | Dusseldorf Allemagne de l'Ouest            | RFA - Pays-Bas       | 1-2   | Match amical                               |
| 3 avril 1957      | Amsterdam Pays-Bas                         | Pays-Bas - RFA       | 1-2   | Match amical                               |
| 21 octobre 1959   | Cologne Allemagne de l'Ouest               | RFA - Pays-Bas       | 7-0   | Match amical                               |
| 23 mars 1966      | Rotterdam Pays-Bas                         | Pays-Bas - RFA       | 2-4   | Match amical                               |
| 7 juillet 1974    | Munich Allemagne de l'Ouest                | RFA - Pays-Bas       | 2-1   | Coupe du monde 1974 (finale)               |
| 17 mai 1975       | Francfort-sur-le-Main Allemagne de l'Ouest | RFA - Pays-Bas       | 1-1   | Match amical                               |
| 18 juin 1978      | Cordoba Argentine                          | Pays-Bas - RFA       | 2-2   | Coupe du monde 1978 (2d tour)              |
| 20 décembre 1978  | Dusseldorf Allemagne de l'Ouest            | RFA - Pays-Bas       | 3-1   | Match amical                               |
| 14 juin 1980      | Milan Italie                               | Pays-Bas - RFA       | 2-3   | Euro 1980 (1er tour)                       |
| 11 octobre 1980   | Eindhoven Pays-Bas                         | Pays-Bas - RFA       | 1-1   | Match amical                               |
| 14 mai 1986       | Dortmund Allemagne de l'Ouest              | RFA - Pays-Bas       | 3-1   | Match amical                               |
| 21 juin 1988      | Hambourg Allemagne de l'Ouest              | RFA - Pays-Bas       | 1-2   | Euro 1988 (demi-finale)                    |
| 19 octobre 1988   | Munich Allemagne de l'Ouest                | RFA - Pays-Bas       | 0-0   | Qualifications pour la Coupe du monde 1990 |
| 26 avril 1989     | Rotterdam Pays-Bas                         | Pays-Bas - RFA       | 1-1   | Qualifications pour la Coupe du monde 1990 |
| 24 juin 1990      | Milan Italie                               | Pays-Bas - RFA       | 1-2   | Coupe du monde 1990 (1/8 finale)           |
| 18 juin 1992      | Göteborg Suède                             | Pays-Bas - Allemagne | 3-1   | Euro 1992 (1er tour)                       |
| 24 avril 1996     | Rotterdam Pays-Bas                         | Pays-Bas - Allemagne | 0-1   | Match amical                               |
| 18 novembre 1998  | Gelsenkirchen Allemagne                    | Allemagne - Pays-Bas | 1-1   | Match amical                               |
| 23 février 2000   | Amsterdam Pays-Bas                         | Pays-Bas - Allemagne | 2-1   | Match amical                               |
| 20 novembre 2002  | Gelsenkirchen Allemagne                    | Allemagne - Pays-Bas | 1-3   | Match amical                               |
| 15 juin 2004      | Porto Portugal                             | Pays-Bas - Allemagne | 1-1   | Euro 2004 (1er tour)                       |
| 17 août 2005      | Rotterdam Pays-Bas                         | Pays-Bas - Allemagne | 2-2   | Match amical                               |
| 15 octobre 2011   | Hambourg Allemagne                         | Allemagne - Pays-Bas | 3-0   | Match amical                               |
| 13 juin 2012      | Kharkiv Ukraine                            | Pays-Bas - Allemagne | 1-2   | Euro 2012 (1er tour)                       |
| 14 novembre 2012  | Amsterdam Pays-Bas                         | Pays-Bas - Allemagne | 0-0   | Match amical                               |
| 19 Novembre 2018  | Gelsenkirchen Allemagne                    | Allemagne - Pays-Bas | 2-2   | LIGUE DES NATIONS                          |
| 24 Mars 2019      | Amsterdam Pays-Bas                         | Pays-Bas - Allemagne | 2-3   | Euro 2020 Qualification                    |
| 6 Septembre 2019  | Leipzig ( Allemagne de l'Est)              | Allemagne - Pays-Bas | 2-4   | Euro 2020 Qualification                    |
| 10 Septembre 2024 | Amsterdam Pays-Bas                         | Pays-Bas - Allemagne |       | LIGUE DES NATIONS 24/25                    |
| 14 Octobre 2024   | Dortmund Allemagne                         | Allemagne - Pays-Bas |       | LIGUE DES NATIONS 24/25                    |

Bilan
- Total de matchs disputés : 43
- Victoires de l'équipe des Pays-Bas : 11
- Matchs nuls : 16
- // Victoires de l'équipe d'Allemagne : 16

### Allemagne de l'Est (RDA)
| Date              | Lieu                                  | Match          | Score  | Compétition                                |
| 14 mai 1961       | Leipzig ( Allemagne de l'Est)         | RDA - Pays-Bas | 1-1    | Qualifications pour la Coupe du monde 1962 |
| 1er octobre 1961  | Rotterdam ( Pays-Bas)                 | Pays-Bas - RDA | Annulé | Qualifications pour la Coupe du monde 1962 |
| 5 avril 1967      | Leipzig ( Allemagne de l'Est)         | RDA - Pays-Bas | 4-3    | Qualifications pour l'Euro 1968            |
| 13 septembre 1967 | Amsterdam ( Pays-Bas)                 | Pays-Bas - RDA | 1-0    | Qualifications pour l'Euro 1968            |
| 11 novembre 1970  | Dresde ( Allemagne de l'Est)          | RDA - Pays-Bas | 1-0    | Qualifications pour l'Euro 1972            |
| 10 octobre 1971   | Rotterdam ( Pays-Bas)                 | Pays-Bas - RDA | 3-2    | Qualifications pour l'Euro 1972            |
| 30 juin 1974      | Gelsenkirchen ( Allemagne de l'Ouest) | RDA - Pays-Bas | 0-2    | Coupe du monde 1974 (2d tour)              |
| 15 novembre 1978  | Rotterdam ( Pays-Bas)                 | Pays-Bas - RDA | 3-0    | Qualifications pour l'Euro 1980            |
| 21 novembre 1979  | Leipzig ( Allemagne de l'Est)         | RDA - Pays-Bas | 2-3    | Qualifications pour l'Euro 1980            |
| 12 mars 1986      | Leipzig ( Allemagne de l'Est)         | RDA - Pays-Bas | 0-1    | Match amical                               |

Bilan
- Total de matchs disputés : 9
- Victoires de l'équipe de RDA : 2
- Victoires de l'équipe des Pays-Bas : 6
- Match nul : 1

### Andorre
| Date              | Lieu                       | Match              | Score | Compétition                                |
| 24 mars 2001      | Barcelone Espagne          | Andorre - Pays-Bas | 0 - 5 | Qualifications pour la Coupe du monde 2002 |
| 6 octobre 2001    | Arnhem Pays-Bas            | Pays-Bas - Andorre | 4 - 0 | Qualifications pour la Coupe du monde 2002 |
| 17 novembre 2004  | Barcelone Espagne          | Andorre - Pays-Bas | 0 - 3 | Qualifications pour la Coupe du monde 2006 |
| 7 septembre 2005  | Eindhoven Pays-Bas         | Pays-Bas - Andorre | 4 - 0 | Qualifications pour la Coupe du monde 2006 |
| 12 octobre 2012   | Rotterdam Pays-Bas         | Pays-Bas - Andorre | 3 - 0 | Qualifications pour la Coupe du monde 2014 |
| 10 septembre 2013 | Andorre-la-Vieille Andorre | Andorre - Pays-Bas | 0 - 2 | Qualifications pour la Coupe du monde 2014 |

Bilan
- Total de matchs disputés : 6
- Victoires de l'équipe d'Andorre : 0
- Victoires de l'équipe des Pays-Bas : 6
- Match nul : 0

### Angleterre

#### Angleterre amateurs
| Date             | Lieu                  | Match                          | Score | Compétition  |
| 1er avril 1907   | La Haye Pays-Bas      | Pays-Bas - Angleterre amateurs | 1-8   | Match amical |
| 21 décembre 1907 | Darlington Angleterre | Angleterre amateurs - Pays-Bas | 12-2  | Match amical |
| 12 avril 1909    | Amsterdam Pays-Bas    | Pays-Bas - Angleterre amateurs | 0-4   | Match amical |
| 11 décembre 1909 | Londres Angleterre    | Angleterre amateurs - Pays-Bas | 9-1   | Match amical |
| 17 avril 1911    | Amsterdam Pays-Bas    | Pays-Bas - Angleterre amateurs | 0-1   | Match amical |
| 16 mars 1912     | Hull Angleterre       | Angleterre amateurs - Pays-Bas | 4-0   | Match amical |
| 24 mars 1913     | La Haye Pays-Bas      | Pays-Bas - Angleterre amateurs | 2-1   | Match amical |
| 15 novembre 1913 | Hull Angleterre       | Angleterre amateurs - Pays-Bas | 2-1   | Match amical |
| 15 novembre 1952 | Hull Angleterre       | Angleterre amateurs - Pays-Bas | 2-2   | Match amical |
| 7 mars 1954      | Rotterdam Pays-Bas    | Pays-Bas - Angleterre amateurs | 1-0   | Match amical |

Bilan
- Total de matchs disputés : 10
- Victoires de l'équipe d'Angleterre amateurs : 7
- Victoires de l'équipe des Pays-Bas : 2
- Matchs nuls : 1

#### Angleterre professionnels
| Date             | Lieu                            | Match                 | Score | Compétition                                |
| 18 mai 1935      | Amsterdam Pays-Bas              | Pays-Bas - Angleterre | 0-1   | Match amical                               |
| 27 novembre 1946 | Huddersfield Angleterre         | Angleterre - Pays-Bas | 8-2   | Match amical                               |
| 9 décembre 1964  | Amsterdam Pays-Bas              | Pays-Bas - Angleterre | 1-1   | Match amical                               |
| 5 novembre 1969  | Amsterdam Pays-Bas              | Pays-Bas - Angleterre | 0-1   | Match amical                               |
| 14 janvier 1970  | Londres Angleterre              | Angleterre - Pays-Bas | 0-0   | Match amical                               |
| 9 février 1977   | Londres Angleterre              | Angleterre - Pays-Bas | 0-2   | Match amical                               |
| 25 mai 1982      | Londres Angleterre              | Angleterre - Pays-Bas | 2-0   | Match amical                               |
| 23 mars 1988     | Londres Angleterre              | Angleterre - Pays-Bas | 2-2   | Match amical                               |
| 15 juin 1988     | Dusseldorf Allemagne de l'Ouest | Angleterre - Pays-Bas | 1-3   | Euro 1988 (1er tour)                       |
| 16 juin 1990     | Cagliari Italie                 | Angleterre - Pays-Bas | 0-0   | Coupe du monde 1990 (1er tour)             |
| 28 avril 1993    | Londres Angleterre              | Angleterre - Pays-Bas | 2-2   | Qualifications pour la Coupe du monde 1994 |
| 13 octobre 1993  | Rotterdam Pays-Bas              | Pays-Bas - Angleterre | 2-0   | Qualifications pour la Coupe du monde 1994 |
| 18 juin 1996     | Londres Angleterre              | Pays-Bas - Angleterre | 1-4   | Euro 1996 (1er tour)                       |
| 15 août 2001     | Londres Angleterre              | Angleterre - Pays-Bas | 0-2   | Match amical                               |
| 13 février 2002  | Amsterdam Pays-Bas              | Pays-Bas - Angleterre | 1-1   | Match amical                               |
| 9 février 2005   | Birmingham Angleterre           | Angleterre - Pays-Bas | 0-0   | Match amical                               |
| 15 novembre 2006 | Amsterdam Pays-Bas              | Pays-Bas - Angleterre | 1-1   | Match amical                               |
| 12 août 2009     | Amsterdam Pays-Bas              | Pays-Bas - Angleterre | 2-2   | Match amical                               |
| 29 février 2012  | Londres Angleterre              | Angleterre - Pays-Bas | 2-3   | Match amical                               |
| 29 mars 2016     | Londres Angleterre              | Angleterre - Pays-Bas | 1-2   | Match amical                               |
| 23 mars 2018     | Amsterdam Pays-Bas              | Pays-Bas - Angleterre | 0-1   | Match amical                               |
| 6 juin 2019      | Guimarães Portugal              | Pays-Bas - Angleterre | 3-1   | Ligue des Nations 2018-2019 (Demi-Finale)  |
| 10 Juillet 2024  | Dortmund Allemagne              | Pays-Bas - Angleterre | 1*2   | Euro 2024 (Demi-Finale)                    |

Bilan
- Nombre de matchs joués : 22
- Victoires de l'équipe des Pays-Bas : 7
- Victoires de l'équipe d'Angleterre : 7
- Matchs nuls : 9

### Antilles néerlandaises
| Date             | Lieu                              | Match                             | Score | Compétition  |
| 5 septembre 1962 | Amsterdam Pays-Bas                | Pays-Bas - Antilles néerlandaises | 8-0   | Match amical |
| 21 octobre 1984  | Willemstad Antilles néerlandaises | Antilles néerlandaises - Pays-Bas | 0-0   | Match amical |

Bilan
- Total de matchs disputés : 2
- Victoires de l'équipe des Antilles néerlandaises : 0
- Victoires de l'équipe des Pays-Bas : 1
- Match nul : 1

### Arabie saoudite
| Date         | Lieu                  | Match                      | Score | Compétition                    |
| 20 juin 1994 | Washington États-Unis | Pays-Bas - Arabie saoudite | 2-1   | Coupe du monde 1994 (1er tour) |

Bilan
- Total de matchs disputés : 1
- Victoires de l'équipe d'Arabie saoudite : 0
- Victoires de l'équipe des Pays-Bas : 1
- Match nul : 0

### Argentine
| Date            | Lieu                               | Match                | Score     | Compétition                      |
| 26 mai 1974     | Amsterdam Pays-Bas                 | Pays-Bas - Argentine | 4-1       | Match amical                     |
| 26 juin 1974    | Gelsenkirchen Allemagne de l'Ouest | Pays-Bas - Argentine | 4-0       | Coupe du monde 1974 (2d tour)    |
| 25 juin 1978    | Buenos Aires Argentine             | Argentine - Pays-Bas | 3-1       | Coupe du monde 1978 (finale)     |
| 22 mai 1979     | Berne Suisse                       | Pays-Bas - Argentine | 0-0       | Match amical                     |
| 4 juillet 1998  | Marseille France                   | Pays-Bas - Argentine | 2-1       | Coupe du monde 1998 (1/4 finale) |
| 31 mars 1999    | Amsterdam Pays-Bas                 | Pays-Bas - Argentine | 1-1       | Match amical                     |
| 12 février 2003 | Amsterdam Pays-Bas                 | Pays-Bas - Argentine | 1-0       | Match amical                     |
| 21 juin 2006    | Francfort-sur-le-Main Allemagne    | Pays-Bas - Argentine | 0-0       | Coupe du monde 2006 (groupe C)   |
| 5 juillet 2014  | São Paulo Brésil                   | Argentine - Pays-Bas | 0-0 (4-2) | Coupe du monde 2014 (1/2 finale) |
| 9 Décembre 2022 | Lusail Qatar                       | Pays-Bas - Argentine | 2-2(3-4)  | Coupe du monde 2022 (1/4 finale) |

Bilan
- Total de matchs disputés : 10
- Victoires de l'équipe d'Argentine : 1
- Victoires de l'équipe des Pays-Bas : 4
- Matchs nuls : 5

### Arménie
| Date             | Lieu               | Match              | Score | Compétition                                |
| 30 mars 2005     | Eindhoven Pays-Bas | Pays-Bas - Arménie | 2-0   | Qualifications pour la Coupe du monde 2006 |
| 3 septembre 2005 | Erevan Arménie     | Arménie - Pays-Bas | 0-1   | Qualifications pour la Coupe du monde 2006 |

Bilan
- Total de matchs disputés : 2
- Victoires de l'équipe des Pays-Bas : 2 (100 %) avec 3 buts
- Victoires de l'équipe d'Arménie : 0 (0 %) avec 0 but
- Match nul : 0 (0 %)

### Australie
| Date             | Lieu                | Match                | Score | Compétition                    |
| 4 juin 2006      | Rotterdam Pays-Bas  | Pays-Bas - Australie | 1-1   | Match amical                   |
| 6 septembre 2008 | Eindhoven Pays-Bas  | Pays-Bas - Australie | 1-2   | Match amical                   |
| 10 octobre 2009  | Sydney Australie    | Australie - Pays-Bas | 0-0   | Match amical                   |
| 18 juin 2014     | Porto Alegre Brésil | Australie - Pays-Bas | 2-3   | Coupe du monde 2014 (Groupe B) |

Bilan
- Total de matchs disputés : 4
- Victoires de l'équipe d'Australie : 1
- Victoires de l'équipe des Pays-Bas : 1
- Matchs nuls : 2

### Autriche
| Date              | Lieu               | Match               | Score | Compétition                                      |
| 30 juin 1912      | Stockholm Suède    | Pays-Bas - Autriche | 3-1   | JO 1912                                          |
| 10 décembre 1933  | Amsterdam Pays-Bas | Pays-Bas - Autriche | 0-1   | Match amical                                     |
| 26 mai 1957       | Vienne Autriche    | Autriche - Pays-Bas | 3-2   | Qualifications pour la Coupe du monde 1958       |
| 25 septembre 1957 | Amsterdam Pays-Bas | Pays-Bas - Autriche | 1-1   | Qualifications pour la Coupe du monde 1958       |
| 12 avril 1964     | Amsterdam Pays-Bas | Pays-Bas - Autriche | 1-1   | Match amical                                     |
| 18 septembre 1966 | Vienne Autriche    | Autriche - Pays-Bas | 2-1   | Match amical                                     |
| 28 mars 1973      | Vienne Autriche    | Autriche - Pays-Bas | 1-0   | Match amical                                     |
| 27 mars 1974      | Rotterdam Pays-Bas | Pays-Bas - Autriche | 1-1   | Match amical                                     |
| 20 mai 1978       | Vienne Autriche    | Autriche - Pays-Bas | 0-1   | Match amical                                     |
| 14 juin 1978      | Cordoba Argentine  | Pays-Bas - Autriche | 5-1   | Coupe du monde 1978 (2d tour)                    |
| 14 novembre 1984  | Vienne Autriche    | Autriche - Pays-Bas | 1-0   | Qualifications pour la Coupe du monde 1986       |
| 1er mai 1985      | Rotterdam Pays-Bas | Pays-Bas - Autriche | 1-1   | Qualifications pour la Coupe du monde 1986       |
| 30 mai 1990       | Vienne Autriche    | Autriche - Pays-Bas | 3-2   | Match amical                                     |
| 27 mai 1992       | Sittard Pays-Bas   | Pays-Bas - Autriche | 3-2   | Match amical                                     |
| 16 octobre 2002   | Vienne Autriche    | Autriche - Pays-Bas | 0-3   | Qualifications pour l'Euro 2004                  |
| 6 septembre 2003  | Rotterdam Pays-Bas | Pays-Bas - Autriche | 3-1   | Qualifications pour l'Euro 2004                  |
| 26 mars 2008      | Vienne Autriche    | Autriche - Pays-Bas | 3-4   | Match amical                                     |
| 9 février 2011    | Eindhoven Pays-Bas | Pays-Bas - Autriche | 3-1   | Match amical                                     |
| 4 juin 2016       | Vienne Autriche    | Autriche - Pays-Bas | 0-2   | Match amical                                     |
| 17 juin 2021      | Amsterdam Pays-Bas | Pays-Bas - Autriche | 2-0   | Euro 2020                                        |
| 25 Juin 2024      | Berlin Allemagne   | Pays-Bas - Autriche | 2-3   | Championnat d'Europe de football 2024 (Groupe D) |

Bilan
- Nombre de matchs joués : 20
- Victoires des Pays-Bas : 10
- Matchs nuls : 4
- Victoires de l'Autriche : 7

## B

### Biélorussie
| Date             | Lieu               | Match                  | Score | Compétition                     |
| 7 juin 1995      | Minsk Biélorussie  | Biélorussie - Pays-Bas | 1 - 0 | Qualifications pour l'Euro 1996 |
| 6 septembre 1995 | Rotterdam Pays-Bas | Pays-Bas - Biélorussie | 1 - 0 | Qualifications pour l'Euro 1996 |
| 7 septembre 2002 | Eindhoven Pays-Bas | Pays-Bas - Biélorussie | 3 - 0 | Qualifications pour l’Euro 2004 |
| 7 juin 2003      | Minsk Biélorussie  | Biélorussie - Pays-Bas | 0 - 2 | Qualifications pour l'Euro 2004 |
| 6 septembre 2006 | Eindhoven Pays-Bas | Pays-Bas - Biélorussie | 3 - 0 | Qualifications pour l'Euro 2008 |
| 21 novembre 2007 | Minsk Biélorussie  | Biélorussie - Pays-Bas | 2 - 1 | Qualifications pour l'Euro 2008 |
| 21 mars 2019     | Rotterdam Pays-Bas | Pays-Bas - Biélorussie | 4 - 0 | Qualifications pour l'Euro 2021 |
| 13 octobre 2019  | Minsk Biélorussie  | Biélorussie - Pays-Bas | 1 - 2 | Qualifications pour l'Euro 2021 |

Bilan
- Total de matchs disputés : 8
- Victoires de l'équipe de Biélorussie : 2
- Victoires de l'équipe des Pays-Bas : 6
- Match nul : 0

### Bosnie
| Date     | Lieu               | Match              | Score | Compétition             |
| -------- | ------------------ | ------------------ | ----- | ----------------------- |
| 11/11/20 | Sarajevo Bosnie    | Bosnie vs Pays-Bas | 0-0   | LIGUE DES NATIONS 20/21 |
| 13/11/20 | Rotterdam Pays-Bas | Pays-Bas-Bosnie    | 3-1   | LIGUE DES NATIONS 20/21 |
| 7/09/24  | Amsterdam Pays-Bas | Pays-Bas-Bosnie    |       | LIGUE DES NATIONS 24/25 |
| 19/11/24 | Sarajevo Bosnie    | Bosnie vs Pays-Bas |       | LIGUE DES NATIONS 24/25 |

### Brésil
| Date             | Lieu                          | Match             | Score           | Compétition                          |
| 16 juillet 1952  | Turku Finlande                | Pays-Bas - Brésil | 1-5             | JO 1952                              |
| 2 mai 1963       | Amsterdam Pays-Bas            | Pays-Bas - Brésil | 1-0             | Match amical                         |
| 3 juillet 1974   | Dortmund Allemagne de l'Ouest | Pays-Bas - Brésil | 2-0             | Coupe du monde 1974 (2d tour)        |
| 20 décembre 1989 | Rotterdam Pays-Bas            | Pays-Bas - Brésil | 0-1             | Match amical                         |
| 9 juillet 1994   | Dallas États-Unis             | Pays-Bas - Brésil | 2-3             | Coupe du monde 1994 (1/4 finale)     |
| 31 août 1996     | Amsterdam Pays-Bas            | Pays-Bas - Brésil | 2-2             | Match amical                         |
| 7 juillet 1998   | Marseille France              | Brésil - Pays-Bas | 1-1 (t.a.b 4-2) | Coupe du monde 1998 (1/2 finale)     |
| 5 juin 1999      | Salvador Brésil               | Brésil - Pays-Bas | 2-2             | Match amical                         |
| 8 juin 1999      | Goiânia Brésil                | Brésil - Pays-Bas | 3-1             | Match amical                         |
| 9 octobre 1999   | Amsterdam Pays-Bas            | Pays-Bas - Brésil | 2-2             | Match amical                         |
| 2 juillet 2010   | Port Elizabeth Afrique du Sud | Pays-Bas - Brésil | 2-1             | Coupe du monde 2010 (1/4 de finale)  |
| 4 juin 2011      | Goiânia Brésil                | Brésil - Pays-Bas | 0-0             | Match amical                         |
| 12 juillet 2014  | Brasilia Brésil               | Brésil - Pays-Bas | 0-3             | Coupe du monde 2014 (Petite finale ) |

Bilan
- Total de matchs disputés : 13
- Victoires de l'équipe du Brésil : 4
- Victoires de l'équipe des Pays-Bas : 4
- Matchs nuls : 5
- Buts pour l'équipe du Brésil : 20
- Buts pour l'équipe des Pays-Bas : 19

### Bulgarie
| Date             | Lieu                          | Match               | Score | Compétition                                          |
| 13 mai 1959      | Sofia Bulgarie                | Bulgarie - Pays-Bas | 3-2   | Match amical                                         |
| 3 avril 1960     | Amsterdam Pays-Bas            | Pays-Bas - Bulgarie | 4-2   | Match amical                                         |
| 27 octobre 1968  | Sofia Bulgarie                | Bulgarie - Pays-Bas | 2-0   | Qualifications pour la Coupe du monde 1970           |
| 22 octobre 1969  | Rotterdam Pays-Bas            | Pays-Bas - Bulgarie | 1-1   | Qualifications pour la Coupe du monde 1970           |
| 23 juin 1974     | Dortmund Allemagne de l'Ouest | Pays-Bas - Bulgarie | 4-1   | Coupe du monde 1974 (1er tour)                       |
| 4 septembre 1985 | Heerenveen Pays-Bas           | Pays-Bas - Bulgarie | 1-0   | Match amical                                         |
| 24 mai 1988      | Rotterdam Pays-Bas            | Pays-Bas - Bulgarie | 1-2   | Match amical                                         |
| 7 octobre 2006   | Sofia Bulgarie                | Bulgarie - Pays-Bas | 1-1   | Qualifications pour l'Euro 2008                      |
| 8 septembre 2007 | Amsterdam Pays-Bas            | Pays-Bas - Bulgarie | 2-0   | Qualifications pour l'Euro 2008                      |
| 26 mai 2012      | Amsterdam Pays-Bas            | Pays-Bas - Bulgarie | 1-2   | Match amical                                         |
| 25 mars 2017     | Sofia Bulgarie                | Bulgarie - Pays-Bas | 2-0   | Qualification pour la Coupe du monde 2018 (groupe A) |
| 3 septembre 2017 | Amsterdam Pays-Bas            | Pays-Bas - Bulgarie | 3-1   | Qualification pour la Coupe du monde 2018 (groupe A) |

Bilan
- Total de matchs disputés : 12
- Victoires de l'équipe de Bulgarie : 5
- Victoires de l'équipe des Pays-Bas : 5
- Matchs nuls : 2

## C

### Cameroun
| Date         | Lieu                  | Match               | Score | Compétition                    |
| 27 mai 1998  | Arnhem Pays-Bas       | Pays-Bas - Cameroun | 0-0   | Match amical                   |
| 27 mai 2006  | Rotterdam Pays-Bas    | Pays-Bas - Cameroun | 1-0   | Match amical                   |
| 24 juin 2010 | Le Cap Afrique du Sud | Cameroun - Pays-Bas | 1-2   | Coupe du monde 2010 (Groupe E) |

Bilan
- Total de matchs disputés : 3
- Victoires de l'équipe du Cameroun : 0
- Victoires de l'équipe des Pays-Bas : 2
- Match nul : 1

### Canada
| Date         | Lieu           | Match             | Score | Compétition  |
| 12 juin 1994 | Toronto Canada | Canada - Pays-Bas | 0-3   | Match amical |

Bilan
- Total de matchs disputés : 1
- Victoires de l'équipe du Canada : 0
- Victoires de l'équipe des Pays-Bas : 1
- Match nul : 0

### CEI
| Date         | Lieu           | Match          | Score | Compétition          |
| 15 juin 1992 | Göteborg Suède | Pays-Bas - CEI | 0-0   | Euro 1992 (1er tour) |

Bilan
- Total de matchs disputés : 1
- Victoires de l'équipe des Pays-Bas : 0
- Victoires de l'équipe de la CEI : 0
- Matchs nuls : 1

### Chili
| Date         | Lieu               | Match            | Score | Compétition                    |
| 8 juin 1928  | Rotterdam Pays-Bas | Pays-Bas - Chili | 2-2   | Jeux olympiques 1928           |
| 23 juin 2014 | São Paulo Brésil   | Pays-Bas - Chili | 2-0   | Coupe du monde 2014 (Groupe B) |

Bilan
- Total de matchs disputés : 2
- Victoire de l'équipe du Chili : 0
- Victoire de l'équipe des Pays-Bas :1
- Match nul : 1
- Buts pour l'équipe du Chili : 2
- Buts pour l'équipe des Pays-Bas : 4

### Chine
| Date         | Lieu             | Match            | Score | Compétition  |
| 29 mai 1996  | Tilburg Pays-Bas | Pays-Bas - Chine | 2-0   | Match amical |
| 11 juin 2013 | Pékin Chine      | Chine - Pays-Bas | 0-2   | Match amical |

Bilan
- Total de matchs disputés : 2
- Victoires de l'équipe de Chine : 0
- Victoires de l'équipe des Pays-Bas : 2
- Match nul : 0

### Chypre
| Date             | Lieu               | Match             | Score | Compétition                                |
| 22 février 1981  | Groningue Pays-Bas | Pays-Bas - Chypre | 3 - 0 | Qualifications pour la Coupe du monde 1982 |
| 29 avril 1981    | Nicosie Chypre     | Chypre - Pays-Bas | 0 - 1 | Qualifications pour la Coupe du monde 1982 |
| 23 décembre 1984 | Nicosie Chypre     | Chypre - Pays-Bas | 0 - 1 | Qualifications pour la Coupe du monde 1986 |
| 27 février 1985  | Amsterdam Pays-Bas | Pays-Bas - Chypre | 7 - 1 | Qualifications pour la Coupe du monde 1986 |
| 21 décembre 1986 | Limassol Chypre    | Chypre - Pays-Bas | 0 - 2 | Qualifications pour l'Euro 1988            |
| 28 octobre 1987  | Rotterdam Pays-Bas | Pays-Bas - Chypre | 8 - 0 | Qualifications pour l'Euro 1988            |
| 9 décembre 1987  | Amsterdam Pays-Bas | Pays-Bas - Chypre | 4 - 0 | Qualifications pour l'Euro 1988            |
| 7 octobre 2000   | Nicosie Chypre     | Chypre - Pays-Bas | 0 - 4 | Qualifications pour la Coupe du monde 2002 |
| 25 avril 2001    | Eindhoven Pays-Bas | Pays-Bas - Chypre | 4 - 0 | Qualifications pour la Coupe du monde 2002 |

Bilan
- Total de matchs disputés : 9
- Victoires de l'équipe de Chypre : 0
- Victoires de l'équipe des Pays-Bas : 9
- Matchs nuls : 0

### Colombie
| Date             | Lieu               | Match               | Score | Compétition  |
| 19 novembre 2013 | Amsterdam Pays-Bas | Pays-Bas - Colombie | 0-0   | Match amical |

Bilan
- Total de matchs disputés : 1
- Victoires de l'équipe des Pays-Bas : 0
- Victoires de l'équipe de Colombie : 0
- Match nul : 1

### Corée du Sud
| Date         | Lieu               | Match                   | Score | Compétition                    |
| 20 juin 1998 | Marseille France   | Pays-Bas - Corée du Sud | 5-0   | Coupe du monde 1998 (1er tour) |
| 2 juin 2007  | Séoul Corée du Sud | Corée du Sud - Pays-Bas | 0-2   | Match amical                   |

Bilan
- Total de matchs disputés : 2
- Victoires de l'équipe de Corée du Sud : 0
- Victoires de l'équipe des Pays-Bas : 2
- Match nul : 0

### Côte d'Ivoire
| Date         | Lieu                | Match                    | Score | Compétition                    |
| 16 juin 2006 | Stuttgart Allemagne | Pays-Bas - Côte d'Ivoire | 2 - 1 | Coupe du monde 2006 (groupe C) |
| 4 juin 2017  | Rotterdam Pays-Bas  | Pays-Bas - Côte d'Ivoire | 5 - 0 | Match amical                   |

Bilan
- Total de matchs disputés : 2
- Victoires de l'équipe des Pays-Bas : 2
- Victoires de l'équipe de Côte d'Ivoire : 0
- Match nul : 0

### Croatie
| Date            | Lieu                | Match              | Score | Compétition                                  |
| 11 juillet 1998 | Paris France        | Pays-Bas - Croatie | 1-2   | Coupe du monde 1998 (Match pour la 3e place) |
| 6 février 2008  | Split Croatie       | Croatie - Pays-Bas | 0-3   | Match amical                                 |
| 14 Jiun 2023    | Rootterdam Pays-Bas | Pays-Bas - Croatie | 2-4   | UEFA Nations League (Demi-Finale)            |

Bilan
- Total de matchs disputés : 3
- Victoires de l'équipe de Croatie : 2
- Victoires de l'équipe des Pays-Bas : 1
- Match nul : 0

### Curaçao
| Date          | Lieu               | Match              | Score | Compétition  |
| 23 avril 1958 | Rotterdam Pays-Bas | Pays-Bas - Curaçao | 8-1   | Match amical |

Bilan
- Total de matchs disputés : 1
- Victoires de l'équipe de Curaçao : 0
- Victoires de l'équipe des Pays-Bas : 1
- Match nul : 0

## D

### Danemark
| Date              | Lieu                         | Match               | Score       | Compétition                    |
| 2 juillet 1912    | Stockholm Suède              | Pays-Bas - Danemark | 1-4         | JO 1912                        |
| 17 juin 1914      | Copenhague Danemark          | Danemark - Pays-Bas | 4-3         | Match amical                   |
| 5 avril 1920      | Amsterdam Pays-Bas           | Pays-Bas - Danemark | 2-0         | Match amical                   |
| 12 juin 1921      | Copenhague Danemark          | Danemark - Pays-Bas | 1-1         | Match amical                   |
| 17 avril 1922     | Amsterdam Pays-Bas           | Pays-Bas - Danemark | 2-0         | Match amical                   |
| 25 octobre 1925   | Amsterdam Pays-Bas           | Pays-Bas - Danemark | 4-2         | Match amical                   |
| 13 juin 1926      | Copenhague Pays-Bas          | Danemark - Pays-Bas | 4-1         | Match amical                   |
| 12 juin 1927      | Copenhague Danemark          | Danemark - Pays-Bas | 1-1         | Match amical                   |
| 22 avril 1928     | Amsterdam Pays-Bas           | Pays-Bas - Danemark | 2-0         | Match amical                   |
| 14 juin 1931      | Copenhague Danemark          | Danemark - Pays-Bas | 0-2         | Match amical                   |
| 3 novembre 1935   | Amsterdam Pays-Bas           | Pays-Bas - Danemark | 3-0         | Match amical                   |
| 23 octobre 1938   | Copenhague Danemark          | Danemark - Pays-Bas | 2-2         | Match amical                   |
| 12 juin 1949      | Copenhague Danemark          | Danemark - Pays-Bas | 1-2         | Match amical                   |
| 11 décembre 1949  | Amsterdam Pays-Bas           | Pays-Bas - Danemark | 0-1         | Match amical                   |
| 21 septembre 1952 | Copenhague Danemark          | Danemark - Pays-Bas | 3-2         | Match amical                   |
| 7 mars 1953       | Rotterdam Pays-Bas           | Pays-Bas - Danemark | 1-2         | Match amical                   |
| 13 mars 1955      | Amsterdam Pays-Bas           | Pays-Bas - Danemark | 1-1         | Match amical                   |
| 4 novembre 1956   | Copenhague Danemark          | Danemark - Pays-Bas | 2-2         | Match amical                   |
| 15 octobre 1958   | Rotterdam Pays-Bas           | Pays-Bas - Danemark | 5-1         | Match amical                   |
| 26 septembre 1962 | Copenhague Danemark          | Danemark - Pays-Bas | 4-1         | Match amical                   |
| 30 novembre 1966  | Rotterdam Pays-Bas           | Pays-Bas - Danemark | 2-0         | Qualification pour l'Euro 1968 |
| 4 octobre 1967    | Copenhague Danemark          | Danemark - Pays-Bas | 3-2         | Qualification pour l'Euro 1968 |
| 14 mars 1984      | Amsterdam Pays-Bas           | Pays-Bas - Danemark | 6-0         | Match amical                   |
| 6 septembre 1989  | Amsterdam Pays-Bas           | Pays-Bas - Danemark | 2-2         | Match amical                   |
| 22 juin 1992      | Göteborg Suède               | Pays-Bas - Danemark | 2-2 tab 4-5 | Euro 1992 (demi-finale)        |
| 18 août 1999      | Copenhague Danemark          | Danemark - Pays-Bas | 0-0         | Match amical                   |
| 16 juin 2000      | Rotterdam Pays-Bas           | Pays-Bas - Danemark | 3-0         | Euro 2000 (1er tour)           |
| 10 novembre 2001  | Copenhague Danemark          | Danemark - Pays-Bas | 1-1         | Match amical                   |
| 29 mai 2008       | Eindhoven Pays-Bas           | Pays-Bas - Danemark | 1-1         | Match amical                   |
| 14 juin 2010      | Johannesbourg Afrique du Sud | Pays-Bas - Danemark | 2-0         | Coupe du monde 2010 (Groupe E) |
| 9 juin 2012       | Kharkiv Ukraine              | Pays-Bas - Danemark | 0-1         | Euro 2012 (1er tour)           |

Bilan
- Total de matchs disputés : 31
- Victoires de l'équipe du Danemark : 9
- Matchs nuls : 10
- Victoires de l'équipe des Pays-Bas : 12

## E

### Écosse
| Date              | Lieu                  | Match             | Score | Compétition                                |
| 21 mai 1938       | Amsterdam Pays-Bas    | Pays-Bas - Écosse | 1-3   | Match amical                               |
| 27 mai 1959       | Amsterdam Pays-Bas    | Pays-Bas - Écosse | 1-0   | Match amical                               |
| 11 mai 1966       | Glasgow Écosse        | Écosse - Pays-Bas | 0-3   | Match amical                               |
| 30 mai 1968       | Amsterdam Pays-Bas    | Pays-Bas - Écosse | 0-0   | Match amical                               |
| 1er décembre 1971 | Amsterdam Pays-Bas    | Pays-Bas - Écosse | 2-1   | Match amical                               |
| 11 juin 1978      | Mendoza Argentine     | Pays-Bas - Écosse | 2-3   | Coupe du monde 1978 (1er tour)             |
| 23 mars 1982      | Glasgow Écosse        | Écosse - Pays-Bas | 2-1   | Match amical                               |
| 29 avril 1986     | Eindhoven Pays-Bas    | Pays-Bas - Écosse | 0-0   | Match amical                               |
| 12 juin 1992      | Göteborg Suède        | Pays-Bas - Écosse | 1-0   | Euro 1992 (1er tour)                       |
| 23 mars 1994      | Glasgow Écosse        | Écosse - Pays-Bas | 0-1   | Match amical                               |
| 27 mai 1994       | Utrecht Pays-Bas      | Pays-Bas - Écosse | 3-1   | Match amical                               |
| 10 juin 1996      | Birmingham Angleterre | Pays-Bas - Écosse | 0-0   | Euro 1996 (1er tour)                       |
| 26 avril 2000     | Arnhem Pays-Bas       | Pays-Bas - Écosse | 0-0   | Match amical                               |
| 15 novembre 2003  | Glasgow Écosse        | Écosse - Pays-Bas | 1-0   | Qualifications pour l'Euro 2004            |
| 19 novembre 2003  | Amsterdam Pays-Bas    | Pays-Bas - Écosse | 6-0   | Qualifications pour l'Euro 2004            |
| 28 mars 2009      | Amsterdam Pays-Bas    | Pays-Bas - Écosse | 3-0   | Qualifications pour la Coupe du monde 2010 |
| 9 septembre 2009  | Édimbourg Écosse      | Écosse - Pays-Bas | 0-1   | Qualifications pour la Coupe du monde 2010 |

Bilan
- Nombre de matchs joués : 17
- Victoires des Pays-Bas : 8
- Matchs nuls : 4
- Victoires de l'Écosse : 5

### Équateur
| Date             | Lieu               | Match               | Score | Compétition                       |
| 1er mars 2006    | Amsterdam Pays-Bas | Pays-Bas - Équateur | 1-0   | Match amical                      |
| 17 mai 2014      | Amsterdam Pays-Bas | Pays-Bas - Équateur | 1-1   | Match amical                      |
| 25 novembre 2022 | Doha Qatar         | Pays-Bas - Équateur | 1-1   | Coupe du monde 2022 (2e journée ) |

Bilan
- Total de matchs Officielle  disputés : 1
- Victoires de l'équipe d'Équateur : 0
- Victoires de l'équipe des Pays-Bas : 0
- Match nul : 1

### Égypte
| Date         | Lieu               | Match             | Score | Compétition                    |
| 14 juin 1928 | Rotterdam Pays-Bas | Pays-Bas - Égypte | 1-2   | JO 1928                        |
| 12 juin 1990 | Palerme Italie     | Pays-Bas - Égypte | 1-1   | Coupe du monde 1990 (1er tour) |

Bilan
- Total de matchs disputés : 2
- Victoires de l'équipe des Pays-Bas : 0
- Victoires de l'équipe d'Égypte : 1
- Match nul : 1

### Espagne
| Date             | Lieu                         | Match              | Score | Compétition                     |
| 5 septembre 1920 | Anvers Belgique              | Espagne - Pays-Bas | 3-1   | Jeux olympiques de 1920         |
| 30 janvier 1957  | Madrid Espagne               | Espagne - Pays-Bas | 5-1   | Match amical                    |
| 2 mai 1973       | Amsterdam Pays-Bas           | Pays-Bas - Espagne | 3-2   | Match amical                    |
| 23 janvier 1980  | Vigo Espagne                 | Espagne - Pays-Bas | 1-0   | Match amical                    |
| 16 février 1983  | Séville Espagne              | Espagne-Pays-Bas   | 1-0   | Qualifications pour l'Euro 1984 |
| 16 novembre 1983 | Rotterdam Pays-Bas           | Pays-Bas - Espagne | 2-1   | Qualifications pour l'Euro 1984 |
| 21 janvier 1987  | Barcelone Espagne            | Espagne - Pays-Bas | 1-1   | Match amical                    |
| 15 novembre 2000 | Séville Espagne              | Espagne - Pays-Bas | 1-2   | Match amical                    |
| 27 mars 2002     | Rotterdam Pays-Bas           | Pays-Bas - Espagne | 1-0   | Match amical                    |
| 11 juillet 2010  | Johannesbourg Afrique du Sud | Pays-Bas - Espagne | 0-1   | Coupe du monde 2010 (finale)    |
| 13 juin 2014     | Salvador Brésil              | Espagne - Pays-Bas | 1-5   | Coupe du monde 2014 (1er tour)  |
| 31 mars 2015     | Amsterdam Pays-Bas           | Pays-Bas - Espagne | 2-0   | Match amical                    |

Bilan
- Total de matchs disputés : 12
- Victoires de l'équipe des Pays-Bas : 6
- Victoires de l'équipe d'Espagne : 5
- Match nul : 1
- Buts pour l'équipe des Pays-Bas : 18
- Buts pour l'équipe d'Espagne : 17

### Estonie
| Date             | Lieu               | Match              | Score | Compétition                                |
| 2 juin 2001      | Tallinn Estonie    | Estonie - Pays-Bas | 2-4   | Qualifications pour la Coupe du monde 2002 |
| 5 septembre 2001 | Eindhoven Pays-Bas | Pays-Bas - Estonie | 5-0   | Qualifications pour la Coupe du monde 2002 |
| 22 mars 2013     | Amsterdam Pays-Bas | Pays-Bas - Estonie | 3-0   | Qualifications pour la Coupe du monde 2014 |
| 6 septembre 2013 | Tallinn Estonie    | Estonie - Pays-Bas | 2-2   | Qualifications pour la Coupe du monde 2014 |

Bilan
- Total de matchs disputés : 4
- Victoires de l'équipe des Pays-Bas : 3 (75 %)
- Victoires de l'équipe d'Estonie : 0 (0 %)
- Match nul : 1 (25 %)

### États-Unis
| Date            | Lieu               | Match          | Score | Compétition                       |
| 21 février 1998 | Miami États-Unis   | USA - Pays-Bas | 0-2   | Match amical                      |
| 19 mai 2002     | Boston États-Unis  | USA - Pays-Bas | 0-2   | Match amical                      |
| 18 février 2004 | Amsterdam Pays-Bas | Pays-Bas - USA | 1-0   | Match amical                      |
| 3 mars 2010     | Amsterdam Pays-Bas | Pays-Bas - USA | 2-1   | Match amical                      |
| 5 juin 2015     | Amsterdam Pays-Bas | Pays-Bas - USA | 3-4   | Match amical                      |
| 3 Décembre 2022 | Al Rayyan Qatar    | Pays-Bas - USA | 3-1   | Coupe Du Monde 2022(16 De Finale) |

Bilan
- Total de matchs disputés : 6
- Victoires de l'équipe des Pays-Bas : 5
- Victoires des USA : 1
- Matchs nuls : 0

## F

### Îles Féroé
| Date          | Lieu            | Match                 | Score | Compétition  |
| 1er juin 2004 | Lausanne Suisse | Pays-Bas - Îles Féroé | 3 - 0 | Match amical |

Bilan
- Total de matchs disputés : 1
- Victoires de l'équipe des Îles féroé : 0
- Victoires de l'équipe des Pays-Bas : 1
- Match nul : 0

### Finlande
| Date              | Lieu               | Match               | Score | Compétition                                |
| 4 juillet 1912    | Stockholm Suède    | Pays-Bas - Finlande | 9-0   | Jeux olympiques d'été de 1912              |
| 16 juin 1949      | Helsinki Finlande  | Finlande - Pays-Bas | 1-4   | Match amical                               |
| 11 juin 1950      | Helsinki Finlande  | Finlande - Pays-Bas | 4-1   | Match amical                               |
| 27 octobre 1951   | Rotterdam Pays-Bas | Pays-Bas - Finlande | 4-4   | Match amical                               |
| 25 septembre 1974 | Helsinki Finlande  | Finlande - Pays-Bas | 1-3   | Qualifications pour l'Euro 1976            |
| 3 septembre 1975  | Nimègue Pays-Bas   | Pays-Bas - Finlande | 4-1   | Qualifications pour l'Euro 1976            |
| 31 mai 1989       | Helsinki Finlande  | Finlande - Pays-Bas | 0-1   | Qualifications pour la Coupe du monde 1990 |
| 15 septembre 1989 | Rotterdam Pays-Bas | Pays-Bas - Finlande | 3-0   | Qualifications pour la Coupe du monde 1990 |
| 17 avril 1991     | Rotterdam Pays-Bas | Pays-Bas - Finlande | 2-0   | Qualifications pour l'Euro 1992            |
| 5 juin 1991       | Helsinki Finlande  | Finlande - Pays-Bas | 1-1   | Qualifications pour l'Euro 1992            |
| 13 octobre 2004   | Amsterdam Pays-Bas | Pays-Bas - Finlande | 3-1   | Qualifications pour la Coupe du monde 2006 |
| 8 juin 2005       | Helsinki Finlande  | Finlande - Pays-Bas | 0-4   | Qualification pour la Coupe du monde 2006  |
| 7 septembre 2010  | Rotterdam Pays-Bas | Pays-Bas - Finlande | 2-1   | Qualification pour l'Euro 2012             |
| 6 septembre 2011  | Helsinki Finlande  | Finlande - Pays-Bas | 0-2   | Qualification pour l'Euro 2012             |

Bilan
- Total de matchs disputés : 14
- Victoires de l'équipe des Pays-Bas : 11
- Victoire de l'équipe de Finlande : 1
- Matchs nuls : 2

### France
| Date             | Lieu                 | Match             | Score             | Compétition                                      |
| 10 mai 1908      | Rotterdam Pays-Bas   | Pays-Bas - France | 4-1               | Match amical                                     |
| 13 novembre 1921 | Paris France         | France - Pays-Bas | 0-5               | Match amical                                     |
| 2 avril 1923     | Amsterdam Pays-Bas   | Pays-Bas - France | 8-1               | Match amical                                     |
| 29 novembre 1931 | Paris France         | France - Pays-Bas | 3-4               | Match amical                                     |
| 10 mai 1934      | Amsterdam Pays-Bas   | Pays-Bas - France | 4-5               | Match amical                                     |
| 12 janvier 1936  | Paris France         | France - Pays-Bas | 1-6               | Match amical                                     |
| 31 octobre 1937  | Amsterdam Pays-Bas   | Pays-Bas - France | 2-3               | Match amical                                     |
| 26 mai 1947      | Paris France         | France - Pays-Bas | 4-0               | Match amical                                     |
| 23 avril 1949    | Rotterdam Pays-Bas   | Pays-Bas - France | 4-1               | Match amical                                     |
| 10 décembre 1950 | Paris France         | France - Pays-Bas | 5-2               | Match amical                                     |
| 17 avril 1963    | Rotterdam Pays-Bas   | Pays-Bas - France | 1-0               | Match amical                                     |
| 26 mars 1980     | Paris France         | France - Pays-Bas | 0-0               | Match amical                                     |
| 25 mars 1981     | Rotterdam Pays-Bas   | Pays-Bas - France | 1-0               | Qualifications pour la coupe du monde 1982       |
| 18 novembre 1981 | Paris France         | France - Pays-Bas | 2-0               | Qualifications pour la coupe du monde 1982       |
| 10 novembre 1982 | Rotterdam Pays-Bas   | Pays-Bas - France | 1-2               | Match amical                                     |
| 5 juin 1992      | Lens France          | France - Pays-Bas | 1-1               | Match amical                                     |
| 10 janvier 1995  | Utrecht Pays-Bas     | Pays-Bas - France | 0-1               | Match amical                                     |
| 22 juin 1996     | Liverpool Angleterre | France - Pays-Bas | 0-0 (5-4 penalty) | Euro 1996 (1/4 de finale)                        |
| 26 février 1997  | Paris France         | France - Pays-Bas | 2-1               | Match amical                                     |
| 21 juin 2000     | Amsterdam Pays-Bas   | Pays-Bas - France | 3-2               | Euro 2000 (1er tour)                             |
| 31 mars 2004     | Rotterdam Pays-Bas   | Pays-Bas - France | 0-0               | Match amical                                     |
| 13 juin 2008     | Berne Suisse         | Pays-Bas - France | 4-1               | Euro 2008 (1er tour)                             |
| 5 mars 2014      | Saint-Denis France   | France - Pays-Bas | 2-0               | Match amical                                     |
| 26 mars 2016     | Amsterdam Pays-Bas   | Pays-Bas - France | 2-3               | Match amical                                     |
| 10 octobre 2016  | Amsterdam Pays-Bas   | Pays-Bas - France | 0-1               | Qualifications pour la Coupe du monde 2018       |
| 31 août 2017     | Saint-Denis France   | France - Pays-Bas | 4-0               | Qualifications pour la Coupe du monde 2018       |
| 9 septembre 2018 | Saint-Denis France   | France - Pays-Bas | 2-1               | Ligue des Nations 2018-2019 (Ligue A, Groupe 1)  |
| 16 novembre 2018 | Rotterdam Pays-Bas   | Pays-Bas - France | 2-0               | Ligue des Nations 2018-2019 (Ligue A, Groupe 1)  |
| 24 mars 2023     | Paris France         | France - Pays-Bas | 4-0               | Qualifications pour Euro 2024                    |
| 13 octobre 2023  | Amsterdam Pays-Bas   | Pays-Bas - France | 1-2               | Qualifications pour Euro 2024                    |
| 21 Juin 2024     | Leipzig Allemagne    | Pays-Bas - France | 0-0               | Championnat d'Europe de football 2024 (Groupe D) |

Bilan
- Total de matchs disputés : 31
- Victoires de l'équipe de France : 15
- Victoires de l'équipe des Pays-Bas : 11
- Matchs nuls : 5

## G

### Ghana
| Date            | Lieu               | Match            | Score | Compétition  |
| 13 octobre 1998 | Arnhem Pays-Bas    | Pays-Bas - Ghana | 0-0   | Match amical |
| 1er juin 2010   | Rotterdam Pays-Bas | Pays-Bas - Ghana | 4-1   | Match amical |
| 31 mai 2014     | Rotterdam Pays-Bas | Pays-Bas - Ghana | 1-0   | Match amical |

Bilan
- Total de matchs disputés : 3
- Victoires de l'équipe du Ghana : 0
- Victoires de l'équipe des Pays-Bas : 2
- Match nul : 1

### Grande-Bretagne
| Date            | Lieu               | Match                      | Score | Compétition |
| 22 octobre 1908 | Londres Angleterre | Grande-Bretagne - Pays-Bas | 4-0   | JO 1908     |
| 31 juillet 1948 | Londres Angleterre | Grande-Bretagne - Pays-Bas | 4-3   | JO 1948     |

Bilan
- Total de matchs disputés : 2
- Victoires de l'équipe des Pays-Bas : 0 (0 %)
- Victoires de l'équipe de Grande-Bretagne : 2 (100 %)
- Match nul : 0 (0 %)

### Grèce
| Date             | Lieu                | Match            | Score | Compétition                     |
| 16 février 1972  | Athènes Grèce       | Grèce - Pays-Bas | 0-5   | Match amical                    |
| 11 juin 1980     | Naples Italie       | Pays-Bas - Grèce | 1-0   | Euro 1980 (1er tour)            |
| 14 avril 1982    | Eindhoven Pays-Bas  | Pays-Bas - Grèce | 1-0   | Match amical                    |
| 25 mars 1987     | Rotterdam Pays-Bas  | Pays-Bas - Grèce | 1-1   | Qualifications pour l'Euro 1988 |
| 16 décembre 1987 | Rhodes Grèce        | Grèce - Pays-Bas | 0-3   | Qualifications pour l'Euro 1988 |
| 21 novembre 1990 | Rotterdam Pays-Bas  | Pays-Bas - Grèce | 2-0   | Qualifications pour l'Euro 1992 |
| 4 décembre 1991  | Thessalonique Grèce | Grèce - Pays-Bas | 0-2   | Qualifications pour l'Euro 1992 |
| 28 avril 2004    | Eindhoven Pays-Bas  | Pays-Bas - Grèce | 4-0   | Match amical                    |

Bilan
- Total de matchs disputés : 8
- Victoires de l'équipe de Grèce : 0
- Victoires de l'équipe des Pays-Bas : 7
- Match nul : 1

## H

### Hongrie
| Date              | Lieu                        | Match              | Score | Compétition                                |
| 8 juin 1930       | Budapest Royaume de Hongrie | Hongrie - Pays-Bas | 6-2   | Match amical                               |
| 5 mars 1933       | Amsterdam Pays-Bas          | Pays-Bas - Hongrie | 1-2   | Match amical                               |
| 26 février 1939   | Rotterdam Pays-Bas          | Pays-Bas - Hongrie | 3-2   | Match amical                               |
| 30 avril 1961     | Rotterdam Pays-Bas          | Pays-Bas - Hongrie | 0-3   | Qualifications pour la Coupe du monde 1962 |
| 22 octobre 1961   | Budapest Hongrie            | Hongrie - Pays-Bas | 3-3   | Qualifications pour la Coupe du monde 1962 |
| 7 septembre 1966  | Rotterdam Pays-Bas          | Pays-Bas - Hongrie | 2-2   | Qualifications pour l'Euro 1968            |
| 10 mai 1967       | Budapest Hongrie            | Hongrie - Pays-Bas | 2-1   | Qualifications pour l'Euro 1968            |
| 17 octobre 1984   | Rotterdam Pays-Bas          | Pays-Bas - Hongrie | 1-2   | Qualifications pour la Coupe du monde 1986 |
| 14 mai 1985       | Budapest Hongrie            | Hongrie - Pays-Bas | 0-1   | Qualifications pour la Coupe du monde 1986 |
| 15 octobre 1986   | Budapest Hongrie            | Hongrie - Pays-Bas | 0-1   | Qualifications pour l'Euro 1988            |
| 29 avril 1987     | Rotterdam Pays-Bas          | Pays-Bas - Hongrie | 2-0   | Qualifications pour l'Euro 1988            |
| 1er juin 1994     | Eindhoven Pays-Bas          | Pays-Bas - Hongrie | 7-1   | Match amical                               |
| 5 juin 2010       | Amsterdam Pays-Bas          | Pays-Bas - Hongrie | 6-1   | Match amical                               |
| 25 mars 2011      | Budapest Hongrie            | Hongrie - Pays-Bas | 0-4   | Qualifications pour l'Euro 2012            |
| 29 mars 2011      | Amsterdam Pays-Bas          | Pays-Bas - Hongrie | 5-3   | Qualifications pour l'Euro 2012            |
| 11 septembre 2012 | Budapest Hongrie            | Hongrie - Pays-Bas | 1-4   | Qualifications pour la Coupe du monde 2014 |
| 11 octobre 2013   | Amsterdam Pays-Bas          | Pays-Bas - Hongrie | 8-1   | Qualifications pour la Coupe du monde 2014 |
| 11 Octobre 2024   | Budapest Hongrie            | Hongrie - Pays-Bas |       | LIGUE DES NATIONS 24/25                    |
| 16 Novembre 2024  | Amsterdam Pays-Bas          | Pays-Bas - Hongrie |       | LIGUE DES NATIONS 24/25                    |

Bilan
- Total de matchs disputés : 17
- Victoires de l'équipe des Pays-Bas : 10
- Victoires de l'équipe de Hongrie : 5
- Matchs nuls : 2

## I

### Indes orientales néerlandaises
| Date         | Lieu               | Match                                     | Score | Compétition  |
| 26 juin 1938 | Amsterdam Pays-Bas | Pays-Bas - Indes orientales néerlandaises | 9-2   | Match amical |

Bilan
- Total de matchs disputés : 1
- Victoires de l'équipe des Indes orientales néerlandaises : 0
- Victoires de l'équipe des Pays-Bas : 1
- Match nul : 0

### Indonésie
| Date        | Lieu              | Match                | Score | Compétition  |
| 7 juin 2013 | Jakarta Indonésie | Indonésie - Pays-Bas | 0-3   | Match amical |

Bilan
- Total de matchs disputés : 1
- Victoires de l'équipe d'Indonésie : 0
- Victoires de l'équipe des Pays-Bas : 1
- Match nul : 0

### Iran
| Date        | Lieu              | Match           | Score | Compétition                    |
| 3 juin 1978 | Mendoza Argentine | Pays-Bas - Iran | 3-0   | Coupe du monde 1978 (1er tour) |

Bilan
- Total de matchs disputés : 1
- Victoires de l'équipe d'Iran : 0
- Victoires de l'équipe des Pays-Bas : 1
- Match nul : 0

### Irlande
| Date               | Lieu                    | Match              | Score | Compétition                                |
| 2 juin 1924        | Paris France            | Pays-Bas - Irlande | 2-1   | JO 1924                                    |
| 8 mai 1932         | Amsterdam Pays-Bas      | Pays-Bas - Irlande | 0-2   | Match amical                               |
| 8 avril 1934       | Amsterdam Pays-Bas      | Pays-Bas - Irlande | 5-2   | Qualifications pour la Coupe du monde 1934 |
| 8 décembre 1935    | Dublin Irlande          | Irlande - Pays-Bas | 3-5   | Match amical                               |
| 26 juillet 1948    | Portsmouth Angleterre   | Irlande - Pays-Bas | 1-3   | JO 1948                                    |
| 1er mai 1955       | Dublin Irlande          | Irlande - Pays-Bas | 1-0   | Match amical                               |
| 10 mai 1956        | Rotterdam Pays-Bas      | Pays-Bas - Irlande | 1-4   | Match amical                               |
| 10 septembre 1980  | Dublin Irlande          | Irlande - Pays-Bas | 2-1   | Qualifications pour la Coupe du monde 1982 |
| 9 septembre 1981   | Rotterdam Pays-Bas      | Pays-Bas - Irlande | 2-2   | Qualifications pour la Coupe du monde 1982 |
| 22 septembre 1982  | Rotterdam Pays-Bas      | Pays-Bas - Irlande | 2-1   | Qualifications pour l'Euro 1984            |
| 12 décembre 1983   | Dublin Irlande          | Irlande - Pays-Bas | 2-3   | Qualifications pour l'Euro 1984            |
| 18 juin 1988       | Gelsenkirchen Allemagne | Pays-Bas - Irlande | 1-0   | Euro 1988 (1er tour)                       |
| 21 juin 1990       | Palerme Italie          | Pays-Bas - Irlande | 1-1   | Coupe du monde 1990 (1er tour)             |
| 20 avril 1994      | Tilburg Pays-Bas        | Pays-Bas - Irlande | 0-1   | Match amical                               |
| 4 juillet 1994     | Orlando États-Unis      | Pays-Bas - Irlande | 2-0   | Coupe du monde 1994 (1/8 finale)           |
| 13 décembre 1995   | Liverpool Angleterre    | Pays-Bas - Irlande | 2-0   | Qualifications pour l'Euro 1996 (barrage)  |
| 6 juin 1996        | Rotterdam Pays-Bas      | Pays-Bas - Irlande | 3-1   | Match amical                               |
| 2 septembre 2000   | Amsterdam Pays-Bas      | Pays-Bas - Irlande | 2-2   | Qualifications pour la Coupe du monde 2002 |
| 1er septembre 2001 | Dublin Irlande          | Irlande - Pays-Bas | 1-0   | Qualifications pour la Coupe du monde 2002 |
| 5 juin 2004        | Amsterdam Pays-Bas      | Pays-Bas - Irlande | 0-1   | Match amical                               |
| 16 août 2006       | Dublin Irlande          | Irlande - Pays-Bas | 0-4   | Match amical                               |

Bilan
- Nombre de matchs joués : 21
- Victoires des Pays-Bas : 11
- matchs nuls : 3
- Victoires de l'Irlande : 7

### Irlande du Nord
| Date            | Lieu                    | Match                      | Score | Compétition                                |
| 9 mai 1962      | Rotterdam Pays-Bas      | Pays-Bas - Irlande du Nord | 4-0   | Match amical                               |
| 17 mars 1965    | Belfast Irlande du Nord | Irlande du Nord - Pays-Bas | 2-1   | Qualifications pour la Coupe du monde 1966 |
| 7 avril 1965    | Rotterdam Pays-Bas      | Pays-Bas - Irlande du Nord | 0-0   | Qualifications pour la Coupe du monde 1966 |
| 13 octobre 1976 | Rotterdam Pays-Bas      | Pays-Bas - Irlande du Nord | 2-2   | Qualifications pour la Coupe du monde 1978 |
| 12 octobre 1977 | Belfast Irlande du Nord | Irlande du Nord - Pays-Bas | 0-1   | Qualifications pour la Coupe du monde 1978 |
| 2 juin 2012     | Amsterdam Pays-Bas      | Pays-Bas - Irlande du Nord | 6-0   | Match amical                               |

Bilan
- Total de matchs disputés : 6
- Victoires de l'équipe d'Irlande du Nord : 1
- Victoires de l'équipe des Pays-Bas : 3
- Matchs nuls : 2

### Islande
| Date               | Lieu               | Match              | Score | Compétition                                |
| 22 août 1973       | Amsterdam Pays-Bas | Pays-Bas - Islande | 5-0   | Qualifications pour la Coupe du monde 1974 |
| 29 août 1973       | Deventer Pays-Bas  | Islande - Pays-Bas | 1-8   | Qualifications pour la Coupe du monde 1974 |
| 8 septembre 1976   | Reykjavik Islande  | Islande - Pays-Bas | 0-1   | Qualifications pour la Coupe du monde 1978 |
| 31 août 1977       | Nimègue Pays-Bas   | Pays-Bas - Islande | 4-1   | Qualifications pour la Coupe du monde 1978 |
| 20 septembre 1978  | Nimègue Pays-Bas   | Pays-Bas - Islande | 3-0   | Qualifications pour l'Euro 1980            |
| 5 septembre 1979   | Reykjavik Islande  | Islande - Pays-Bas | 0-4   | Qualifications pour l'Euro 1980            |
| 1er septembre 1982 | Reykjavik Islande  | Islande - Pays-Bas | 1-1   | Qualifications pour l'Euro 1984            |
| 7 septembre 1983   | Groningue Pays-Bas | Pays-Bas - Islande | 3-0   | Qualifications pour l'Euro 1984            |
| 11 octobre 2008    | Rotterdam Pays-Bas | Pays-Bas - Islande | 2-0   | Qualifications pour la Coupe du monde 2010 |
| 6 juin 2009        | Reykjavik Islande  | Islande - Pays-Bas | 1-2   | Qualifications pour la Coupe du monde 2010 |
| 13 octobre 2014    | Reykjavik Islande  | Islande - Pays-Bas | 2-0   | Qualifications pour l'Euro 2016            |
| 3 septembre 2015   | Amsterdam Pays-Bas | Pays-Bas - Islande | 0-1   | Qualifications pour l'Euro 2016            |

Bilan
- Total de matchs disputés : 12
- Victoires de l'équipe d'Islande : 2
- Victoires de l'équipe des Pays-Bas : 9
- Matchs nuls : 1

### Israël
| Date            | Lieu            | Match             | Score | Compétition  |
| 26 janvier 1965 | Tel Aviv Israël | Israël - Pays-Bas | 0-1   | Match amical |
| 28 janvier 1970 | Tel Aviv Israël | Israël - Pays-Bas | 0-1   | Match amical |
| 22 février 1978 | Tel Aviv Israël | Israël - Pays-Bas | 1-2   | Match amical |
| 4 janvier 1989  | Tel Aviv Israël | Israël - Pays-Bas | 0-2   | Match amical |

Bilan
- Total de matchs disputés : 4
- Victoires de l'équipe d'Israël : 0
- Victoires de l'équipe des Pays-Bas : 4
- Match nul : 0

### Italie
| Date              | Lieu               | Match             | Score                 | Compétition                    |
| 13 mai 1920       | Gênes Italie       | Italie - Pays-Bas | 1-1                   | Amical                         |
| 8 mai 1921        | Amsterdam Pays-Bas | Pays-Bas - Italie | 2-2                   | Amical                         |
| 2 décembre 1928   | Milan Italie       | Italie - Pays-Bas | 3-2                   | Amical                         |
| 6 avril 1930      | Amsterdam Pays-Bas | Pays-Bas - Italie | 1-1                   | Amical                         |
| 20 novembre 1974  | Rotterdam Pays-Bas | Pays-Bas - Italie | 3-1                   | Qualification pour l'Euro 1976 |
| 22 novembre 1975  | Rome Italie        | Italie - Pays-Bas | 1-0                   | Qualification pour l'Euro 1976 |
| 21 juin 1978      | La Plata Argentine | Pays-Bas - Italie | 2-1                   | Coupe du monde 1978 (2e tour)  |
| 24 février 1979   | Milan Italie       | Italie - Pays-Bas | 3-0                   | Amical                         |
| 6 janvier 1981    | Montevideo Uruguay | Pays-Bas - Italie | 1-1                   | Mundialito                     |
| 16 novembre 1988  | Rome Italie        | Italie - Pays-Bas | 1-0                   | Amical                         |
| 21 février 1990   | Rotterdam Pays-Bas | Pays-Bas - Italie | 0-0                   | Amical                         |
| 26 septembre 1990 | Palerme Italie     | Italie - Pays-Bas | 1-0                   | Amical                         |
| 9 septembre 1992  | Eindhoven Pays-Bas | Pays-Bas - Italie | 2-3                   | Amical                         |
| 29 juin 2000      | Amsterdam Pays-Bas | Pays-Bas - Italie | 0-0 (1-3 tirs au but) | Euro 2000 (1/2 finale)         |
| 12 novembre 2005  | Amsterdam Pays-Bas | Pays-Bas - Italie | 1-3                   | Amical                         |
| 9 juin 2008       | Berne Suisse       | Pays-Bas- Italie  | 3-0                   | Euro 2008 (1er tour)           |
| 14 novembre 2009  | Pescara Italie     | Italie - Pays-Bas | 0-0                   | Amical                         |
| 6 février 2013    | Amsterdam Pays-Bas | Pays-Bas - Italie | 1-1                   | Match amical                   |
| 4 septembre 2014  | Bari Italie        | Italie - Pays-Bas | 2-0                   | Amical                         |
| 18 Juin 2023      | Rotterdam Pays-Bas | Pays-Bas - Italie | 2-3                   | Ligue des nations (3e Place)   |

Bilan
- Total de matchs disputés : 20
- Victoires de l'équipe d’Italie : 9
- Victoires de l'équipe des Pays-Bas : 3
- Matchs nuls : 8

## J

### Japon
| Date             | Lieu                  | Match            | Score | Compétition                    |
| 5 septembre 2009 | Enschede Pays-Bas     | Pays-Bas - Japon | 3 - 0 | Match amical                   |
| 19 juin 2010     | Durban Afrique du Sud | Pays-Bas - Japon | 1 - 0 | Coupe du monde 2010 (1er tour) |
| 16 novembre 2013 | Genk Belgique         | Pays-Bas - Japon | 2 - 2 | Match amical                   |

Bilan
- Total de matchs disputés : 3
- Victoires de l'équipe des Pays-Bas : 2
- Victoires du Japon : 0
- Matchs nuls : 1

## K

### Kazakhstan
| Date            | Lieu               | Match                 | Score | Compétition                     |
| 10 octobre 2014 | Amsterdam Pays-Bas | Pays-Bas - Kazakhstan | 3 - 1 | Qualifications pour l'Euro 2016 |
| 10 octobre 2015 | Astana Kazakhstan  | Kazakhstan - Pays-Bas | 1 - 2 | Qualifications pour l'Euro 2016 |

Bilan
- Total de matchs disputés : 2
- Victoires de l'équipe des Pays-Bas : 2
- Victoires du Kazakhstan : 0
- Matchs nuls : 0

## L

### Lettonie
| Date             | Lieu               | Match               | Score | Compétition                     |
| 23 juin 2004     | Braga Portugal     | Pays-Bas - Lettonie | 3-0   | Euro 2004 (1er tour)            |
| 16 novembre 2014 | Amsterdam Pays-Bas | Pays-Bas - Lettonie | 6-0   | Qualifications pour l'Euro 2016 |
| 12 juin 2015     | Riga Lettonie      | Lettonie - Pays-Bas | 0-2   | Qualifications pour l'Euro 2016 |

Bilan
- Total de matchs disputés : 3
- Victoires de l'équipe de Lettonie : 0
- Victoires de l'équipe des Pays-Bas : 3
- Match nul : 0

### Liechtenstein
| Date             | Lieu             | Match                    | Score | Compétition  |
| 3 septembre 2004 | Utrecht Pays-Bas | Pays-Bas - Liechtenstein | 3-0   | Match amical |

Bilan
- Total de matchs disputés : 1
- Victoires de l'équipe du Liechtenstein : 0
- Victoires de l'équipe des Pays-Bas : 1
- Match nul : 0

### Luxembourg
| Date              | Lieu               | Match                 | Score | Compétition                                           |
| 28 août 1920      | Bruxelles Belgique | Pays-Bas - Luxembourg | 3-0   | Jeux Olympiques 1920 (Premier tour)                   |
| 28 novembre 1937  | Rotterdam Pays-Bas | Pays-Bas - Luxembourg | 4-0   | Qualifications pour la Coupe du monde 1938 (Groupe 9) |
| 31 mars 1940      | Rotterdam Pays-Bas | Pays-Bas - Luxembourg | 4-5   | Match amical                                          |
| 10 mars 1946      | Luxembourg         | Luxembourg - Pays-Bas | 2-6   | Match amical                                          |
| 20 mars 1957      | Rotterdam Pays-Bas | Pays-Bas - Luxembourg | 4-1   | Qualifications pour la Coupe du monde 1958 (Groupe 5) |
| 11 septembre 1957 | Rotterdam Pays-Bas | Luxembourg - Pays-Bas | 2-5   | Qualifications pour la Coupe du monde 1958 (Groupe 5) |
| 11 septembre 1963 | Amsterdam Pays-Bas | Luxembourg - Pays-Bas | 1-1   | Euro 1964 (Huitième de finale, aller)                 |
| 30 octobre 1963   | Rotterdam Pays-Bas | Pays-Bas - Luxembourg | 1-2   | Euro 1964 (Huitième de finale, retour)                |
| 4 septembre 1968  | Rotterdam Pays-Bas | Luxembourg - Pays-Bas | 0-2   | Qualifications pour la Coupe du monde 1970 (Groupe 8) |
| 26 mars 1969      | Rotterdam Pays-Bas | Pays-Bas - Luxembourg | 4-0   | Qualifications pour la Coupe du monde 1970 (Groupe 8) |
| 24 février 1971   | Rotterdam Pays-Bas | Pays-Bas - Luxembourg | 6-0   | Qualifications pour l'Euro 72 (Groupe 7)              |
| 17 novembre 1971  | Eindhoven Pays-Bas | Luxembourg - Pays-Bas | 0-8   | Qualifications pour l'Euro 72 (Groupe 7)              |
| 7 septembre 1994  | Luxembourg         | Luxembourg - Pays-Bas | 0-4   | Qualifications pour l'Euro 96 (Groupe 5)              |
| 14 décembre 1994  | Rotterdam Pays-Bas | Pays-Bas - Luxembourg | 5-0   | Qualifications pour l'Euro 96 (Groupe 5)              |
| 2 septembre 2006  | Luxembourg         | Luxembourg - Pays-Bas | 0-1   | Qualifications pour l'Euro 2008 (Groupe G)            |
| 17 novembre 2007  | Rotterdam Pays-Bas | Pays-Bas - Luxembourg | 1-0   | Qualifications pour l'Euro 2008 (Groupe G)            |

- Total de matchs disputés : 16
- Victoires de l'équipe des Pays-Bas : 13
- Victoires de l'équipe du Luxembourg : 2
- Match nul : 1

## M

### Macédoine
| Date              | Lieu                     | Match                | Score | Compétition                                |
| 9 octobre 2004    | Skopje Macédoine du Nord | Macédoine - Pays-Bas | 2-2   | Qualifications pour la Coupe du monde 2006 |
| 12 octobre 2005   | Amsterdam Pays-Bas       | Pays-Bas - Macédoine | 0-0   | Qualifications pour la Coupe du monde 2006 |
| 10 septembre 2008 | Skopje Macédoine du Nord | Macédoine - Pays-Bas | 1-2   | Qualifications pour la Coupe du monde 2010 |
| 1er avril 2009    | Amsterdam Pays-Bas       | Pays-Bas - Macédoine | 4-0   | Qualifications pour la Coupe du monde 2010 |
| 21 Juin 2021      | Amsterdam Pays-Bas       | Pays-Bas - Macédoine | 3-0   | Euro 2021                                  |

Bilan
- Total de matchs disputés : 5
- Victoires de l'équipe de Macédoine : 0
- Victoires de l'équipe des Pays-Bas : 3
- Match nul : 2

### Malte
| Date             | Lieu                                 | Match            | Score | Compétition                                |
| 19 décembre 1982 | Aix-la-Chapelle Allemagne de l'Ouest | Malte - Pays-Bas | 0-6   | Qualifications pour l'Euro 1984 (Groupe 7) |
| 17 décembre 1983 | Rotterdam Pays-Bas                   | Pays-Bas - Malte | 5-0   | Qualifications pour l'Euro 1984 (Groupe 7) |
| 19 décembre 1990 | Ta'Qali Malte                        | Malte - Pays-Bas | 0-8   | Qualifications pour l'Euro 1992 (Groupe 6) |
| 13 mars 1991     | Rotterdam Pays-Bas                   | Pays-Bas - Malte | 1-0   | Qualifications pour l'Euro 1992 (Groupe 6) |
| 29 mars 1995     | Rotterdam Pays-Bas                   | Pays-Bas - Malte | 4-0   | Qualifications pour l'Euro 1996 (Groupe 5) |
| 11 octobre 1995  | Ta'Qali Malte                        | Malte - Pays-Bas | 0-4   | Qualifications pour l'Euro 1996 (Groupe 5) |

Bilan
- Total de matchs disputés : 6
- Victoires des Pays-Bas : 6 (100 %)
- Victoires de Malte : 0
- Matchs nuls : 0
- Buts marqués par les Pays-Bas : 28
- Buts marqués par Malte : 0

### Maroc
| Date          | Lieu               | Match            | Score | Compétition                    |
| 29 juin 1994  | Orlando États-Unis | Maroc - Pays-Bas | 1-2   | Coupe du monde 1994 (1er tour) |
| 28 avril 1999 | Arnhem Pays-Bas    | Pays-Bas - Maroc | 1-2   | Match amical                   |

Bilan
- Total de matchs disputés : 2
- Victoires de l'équipe du Maroc : 1
- Victoires de l'équipe des Pays-Bas : 1
- Match nul : 0

### Mexique
| Date             | Lieu                 | Match              | Score | Compétition                         |
| 26 juin 1960     | Mexico Mexique       | Mexique - Pays-Bas | 3-1   | Match amical                        |
| 19 avril 1961    | Amsterdam Pays-Bas   | Pays-Bas - Mexique | 1-2   | Match amical                        |
| 24 février 1998  | Miami États-Unis     | Mexique - Pays-Bas | 2-3   | Match amical                        |
| 25 juin 1998     | Saint-Étienne France | Pays-Bas - Mexique | 2-2   | Coupe du monde 1998 (Groupe E)      |
| 1er juin 2006    | Eindhoven Pays-Bas   | Pays-Bas - Mexique | 2-1   | Match amical                        |
| 26 mai 2010      | Fribourg Allemagne   | Pays-Bas - Mexique | 2-1   | Match amical                        |
| 29 juin 2014     | Fortaleza Brésil     | Pays-Bas - Mexique | 2-1   | Coupe du monde 2014 (1/8 de finale) |
| 12 novembre 2014 | Amsterdam Pays-Bas   | Pays-Bas - Mexique | 2-3   | Match amical                        |

Bilan
- Total de matchs disputés : 8
- Victoires de l'équipe du Mexique : 3
- Victoires de l'équipe des Pays-Bas : 4
- Match nul : 1

### Moldavie
| Date            | Lieu               | Match               | Score | Compétition                     |
| 2 avril 2003    | Tiraspol Moldavie  | Moldavie - Pays-Bas | 1-2   | Qualifications pour l'Euro 2004 |
| 11 octobre 2003 | Eindhoven Pays-Bas | Pays-Bas - Moldavie | 5-0   | Qualifications pour l'Euro 2004 |
| 8 octobre 2010  | Chișinău Moldavie  | Moldavie - Pays-Bas | 0-1   | Qualifications pour l'Euro 2012 |
| 7 octobre 2011  | Rotterdam Pays-Bas | Pays-Bas - Moldavie | 1-0   | Qualifications pour l'Euro 2012 |

Bilan
- Total de matchs disputés : 4
- Victoires de l'équipe de Moldavie : 0
- Victoires de l'équipe des Pays-Bas : 4
- Match nul : 0

## N

### Nigeria
| Date        | Lieu               | Match              | Score | Compétition  |
| 5 juin 1998 | Amsterdam Pays-Bas | Pays-Bas - Nigeria | 5-1   | Match amical |

Bilan
- Total de matchs disputés : 1
- Victoires de l'équipe du Nigeria : 0
- Victoires de l'équipe des Pays-Bas : 1
- Match nul : 0

### Norvège
| Date              | Lieu               | Match              | Score | Compétition                                |
| 31 août 1919      | Oslo Norvège       | Norvège - Pays-Bas | 1-1   | Match amical                               |
| 12 juin 1929      | Oslo Norvège       | Norvège - Pays-Bas | 4-4   | Match amical                               |
| 3 novembre 1929   | Amsterdam Pays-Bas | Pays-Bas - Norvège | 1-4   | Match amical                               |
| 1er novembre 1936 | Amsterdam Pays-Bas | Pays-Bas - Norvège | 3-3   | Match amical                               |
| 26 mai 1948       | Oslo Norvège       | Norvège - Pays-Bas | 1-2   | Match amical                               |
| 6 juin 1951       | Rotterdam Pays-Bas | Pays-Bas - Norvège | 2-3   | Match amical                               |
| 27 septembre 1953 | Oslo Norvège       | Norvège - Pays-Bas | 4-0   | Match amical                               |
| 6 novembre 1955   | Amsterdam Norvège  | Pays-Bas - Norvège | 3-0   | Match amical                               |
| 28 mai 1958       | Oslo Norvège       | Norvège - Pays-Bas | 0-0   | Match amical                               |
| 4 novembre 1959   | Rotterdam Pays-Bas | Pays-Bas - Norvège | 7-1   | Match amical                               |
| 16 juin 1962      | Oslo Norvège       | Norvège - Pays-Bas | 2-1   | Match amical                               |
| 1er novembre 1972 | Rotterdam Pays-Bas | Pays-Bas - Norvège | 9-0   | Qualifications pour la Coupe du monde 1974 |
| 12 septembre 1973 | Oslo Norvège       | Norvège - Pays-Bas | 1-2   | Qualifications pour la Coupe du monde 1974 |
| 23 septembre 1992 | Oslo Norvège       | Norvège - Pays-Bas | 2-1   | Qualifications pour la Coupe du monde 1994 |
| 9 juin 1993       | Rotterdam Pays-Bas | Pays-Bas - Norvège | 0-0   | Qualifications pour la Coupe du monde 1994 |
| 12 octobre 1994   | Oslo Norvège       | Norvège - Pays-Bas | 1-1   | Qualifications pour l'Euro 1996            |
| 15 novembre 1995  | Rotterdam Pays-Bas | Pays-Bas - Norvège | 3-0   | Qualifications pur l'Euro 1996             |
| 21 août 2002      | Oslo Norvège       | Norvège - Pays-Bas | 0-1   | Match amical                               |
| 15 octobre 2008   | Oslo Norvège       | Norvège - Pays-Bas | 0-1   | Qualifications pour la Coupe du monde 2010 |
| 10 juin 2009      | Rotterdam Pays-Bas | Pays-Bas - Norvège | 2-0   | Qualifications pour la Coupe du monde 2010 |

Bilan
- Nombre de matchs joués : 20
- Victoires des Pays-Bas : 9
- Matchs nuls : 6
- Victoires de la Norvège : 5

## P

### Paraguay
| Date             | Lieu                | Match               | Score | Compétition  |
| 1er juin 1998    | Eindhoven Pays-Bas  | Pays-Bas - Paraguay | 5-1   | Match amical |
| 14 novembre 2009 | Heerenveen Pays-Bas | Pays-Bas - Paraguay | 0-0   | Match amical |

Bilan
- Total de matchs disputés : 2
- Victoires de l'équipe du Paraguay : 0
- Victoires de l'équipe des Pays-Bas : 1
- Match nul : 1

### Pays de Galles
| Date              | Lieu                   | Match             | Score | Compétition                                |
| 14 septembre 1988 | Amsterdam Pays-Bas     | Pays-Bas - Galles | 1-0   | Qualifications pour la Coupe du monde 1990 |
| 11 octobre 1989   | Wrexham Pays de Galles | Galles - Pays-Bas | 1-2   | Qualifications pour la Coupe du monde 1990 |
| 30 mai 1992       | Utrecht Pays-Bas       | Pays-Bas - Galles | 4-0   | Match amical                               |
| 5 octobre 1996    | Cardiff Pays de Galles | Galles - Pays-Bas | 1-3   | Qualifications pour la Coupe du monde 1998 |
| 9 novembre 1996   | Eindhoven Pays-Bas     | Pays-Bas - Galles | 7-1   | Qualifications pour la Coupe du monde 1998 |
| 1er juin 2008     | Rotterdam Pays-Bas     | Pays-Bas - Galles | 2-0   | Match amical                               |
| 4 juin 2014       | Amsterdam Pays-Bas     | Pays-Bas - Galles | 2-0   | Match amical                               |
| 13 novembre 2015  | Cardiff Pays de Galles | Galles - Pays-Bas | 2-3   | Match amical                               |

Bilan
- Total de matchs disputés : 8
- Victoires de l'équipe du pays de Galles : 0
- Victoires de l'équipe des Pays-Bas : 8
- Match nul : 0

### Pérou
| Date             | Lieu               | Match            | Score | Compétition                    |
| 3 mai 1972       | Rotterdam Pays-Bas | Pays-Bas - Pérou | 3-0   | Match amical                   |
| 7 juin 1978      | Mendoza Argentine  | Pays-Bas - Pérou | 0-0   | Coupe du monde 1978 (Groupe 4) |
| 10 octobre 1998  | Eindhoven Pays-Bas | Pays-Bas - Pérou | 2-0   | Match amical                   |
| 6 septembre 2018 | Amsterdam Pays-Bas | Pays-Bas - Pérou | -     | Match amical                   |

Bilan
- Total de matchs disputés : 3
- Victoires de l'équipe des Pays-Bas : 2
- Victoires du Pérou : 0
- Matchs nuls : 1

### Pologne
(juillet 2015).
| Date              | Lieu               | Match              | Score | Compétition                                |
| 1er mai 1968      | Varsovie Pologne   | Pologne - Pays-Bas | 0-0   | Match amical                               |
| 7 mai 1969        | Rotterdam Pays-Bas | Pays-Bas - Pologne | 1-0   | Qualifications pour la Coupe du monde 1970 |
| 7 septembre 1969  | Chorzów Pologne    | Pologne - Pays-Bas | 2-1   | Qualifications pour la Coupe du monde 1970 |
| 10 octobre 1973   | Rotterdam Pays-Bas | Pays-Bas - Pologne | 1-1   | Match amical                               |
| 10 septembre 1975 | Chorzów Pologne    | Pologne - Pays-Bas | 4-1   | Qualifications pour l'Euro 1976            |
| 15 octobre 1975   | Amsterdam Pays-Bas | Pays-Bas - Pologne | 3-0   | Qualifications pour l'Euro 1976            |
| 2 mai 1979        | Chorzów Pologne    | Pologne - Pays-Bas | 2-0   | Qualifications pour l'Euro 1980            |
| 17 octobre 1979   | Amsterdam Pays-Bas | Pays-Bas - Pologne | 1-1   | Qualifications pour l'Euro 1980            |
| 19 novembre 1986  | Amsterdam Pays-Bas | Pays-Bas - Pologne | 0-0   | Qualifications pour l'Euro 1988            |
| 14 octobre 1987   | Zabrze Pologne     | Pologne - Pays-Bas | 0-2   | Qualifications pour l'Euro 1988            |
| 11 septembre 1991 | Eindhoven Pays-Bas | Pays-Bas - Pologne | 1-1   | Match amical                               |
| 14 octobre 1992   | Rotterdam Pays-Bas | Pays-Bas - Pologne | 2-2   | Qualifications pour la Coupe du monde 1994 |
| 17 novembre 1993  | Poznań Pologne     | Pologne - Pays-Bas | 1-3   | Qualifications pour la Coupe du monde 1994 |
| 4 juin 2000       | Lausanne Suisse    | Pays-Bas - Pologne | 3-1   | Match amical                               |
| 18 novembre 2020  | Chorzów Pologne    | Pologne - Pays-Bas | 1-2   | ligue des nation                           |
| 10 juin 2022      | Rotterdam Pays-Bas | Pays-Bas - Pologne | 2-2   | ligue des nation                           |
| 22 septembre 2022 | Chorzów Pologne    | Pologne - Pays-Bas | 1-2   | ligue des nation                           |
| 16 Juin 2024      | Hambourg Allemagne | Pologne - Pays-Bas | 1-2   | Euro 2024 (Groupe D)                       |

Bilan
- Nombre de matchs joués : 19
- Victoires des Pays-Bas : 9
- Matchs nuls : 7
- Victoires de la Pologne :3

### Portugal
| Date            | Lieu                | Match               | Score | Compétition                                |
| 17 octobre 1990 | Porto Portugal      | Portugal - Pays-Bas | 1-0   | Qualifications pour l'Euro 1992            |
| 16 octobre 1991 | Rotterdam Pays-Bas  | Pays-Bas - Portugal | 1-0   | Qualifications pour l'Euro 1992            |
| 22 février 1995 | Eindhoven Pays-Bas  | Pays-Bas - Portugal | 0-1   | Match amical                               |
| 10 février 1999 | Paris France        | Portugal - Pays-Bas | 0-0   | Match amical                               |
| 11 octobre 2000 | Rotterdam Pays-Bas  | Pays-Bas - Portugal | 0-2   | Qualifications pour la Coupe du monde 2002 |
| 28 mars 2001    | Porto Portugal      | Portugal - Pays-Bas | 2-2   | Qualifications pour la Coupe du monde 2002 |
| 30 avril 2003   | Eindhoven Pays-Bas  | Pays-Bas - Portugal | 1-1   | Match amical                               |
| 30 juin 2004    | Lisbonne Portugal   | Portugal - Pays-Bas | 2-1   | Euro 2004 (1/2 de finale)                  |
| 25 juin 2006    | Nuremberg Allemagne | Portugal - Pays-Bas | 1-0   | Coupe du monde 2006 (1/8 de finale)        |
| 17 juin 2012    | Kharkiv Ukraine     | Portugal - Pays-Bas | 2-1   | Euro 2012 (1er tour)                       |
| 14 août 2013    | Faro Portugal       | Portugal - Pays-Bas | 1-1   | Match amical                               |

Bilan
- Total de matchs disputés : 12
- Victoires de l'équipe du Portugal : 7
- Victoire de l'équipe des Pays-Bas : 1
- Matchs nuls : 4

## Q

### Qatar

#### des confrontations Officielle
| Date             | Lieu    | Match            | Score | Compétition         |
| 29 novembre 2022 | Al-Khor | Pays-Bas - Qatar | 2-0   | Coupe du monde 2022 |

## R

### République tchèque
| Date              | Lieu               | Match                         | Score | Compétition                                |
| 16 novembre 1994  | Rotterdam Pays-Bas | Pays-Bas - République tchèque | 0-0   | Qualifications pour l'Euro 1996            |
| 26 avril 1995     | Prague Tchéquie    | République tchèque - Pays-Bas | 3-1   | Qualifications pour l'Euro 1996            |
| 11 juin 2000      | Amsterdam Pays-Bas | Pays-Bas - République tchèque | 1-0   | Euro 2000 (1er tour)                       |
| 29 mars 2003      | Rotterdam Pays-Bas | Pays-Bas - République tchèque | 1-1   | Qualifications pour l'Euro 2004            |
| 10 septembre 2003 | Prague Tchéquie    | République tchèque - Pays-Bas | 3-1   | Qualifications pour l'Euro 2004            |
| 19 juin 2004      | Aveiro Portugal    | Pays-Bas - Républiquetchèque  | 2-3   | Euro 2004 (1er tour)                       |
| 8 septembre 2004  | Amsterdam Pays-Bas | Pays-Bas - République tchèque | 2-0   | Qualifications pour la Coupe du monde 2006 |
| 8 octobre 2005    | Prague Tchéquie    | République tchèque - Pays-Bas | 0-2   | Qualifications pour la Coupe du monde 2006 |
| 9 septembre 2014  | Prague Tchéquie    | République tchèque - Pays-Bas | 2-1   | Qualifications pour l'Euro 2016            |
| 13 octobre 2015   | Amsterdam Pays-Bas | Pays-Bas - Républiquetchèque  | 2-3   | Qualifications pour l'Euro 2016            |
| 27 Juin 2021      | Budapest Hongrie   | Pays-Bas - Républiquetchèque  | 0-2   | Euro 2020 (Huitièmes de finale)            |

Bilan
- Total de matchs disputés : 11
- Victoires de l'équipe de République tchèque : 6
- Victoires de l'équipe des Pays-Bas : 3
- Matchs nuls : 2

### Roumanie
| Date            | Lieu               | Match               | Score | Compétition                                   |
| 27 mai 1924     | Colombes France    | Pays-Bas - Roumanie | 6-0   | Jeux olympiques de 1924                       |
| 5 juin 1968     | Bucarest Roumanie  | Roumanie - Pays-Bas | 0-0   | Match amical                                  |
| 2 décembre 1970 | Amsterdam Pays-Bas | Pays-Bas - Roumanie | 2-0   | Match amical                                  |
| 5 juin 1974     | Rotterdam Pays-Bas | Pays-Bas - Roumanie | 0-0   | Match amical                                  |
| 1er juin 1988   | Amsterdam Pays-Bas | Pays-Bas - Roumanie | 2-0   | Match amical                                  |
| 27 mai 2000     | Amsterdam Pays-Bas | Pays-Bas - Roumanie | 2-1   | Match amical                                  |
| 26 mars 2005    | Bucarest Roumanie  | Roumanie - Pays-Bas | 0-2   | Qualification pour la Coupe du monde 2006     |
| 4 juin 2005     | Rotterdam Pays-Bas | Pays-Bas - Roumanie | 2-0   | Qualification pour la Coupe du monde 2006     |
| 24 mars 2007    | Rotterdam Pays-Bas | Pays-Bas - Roumanie | 0-0   | Qualification pour l'Euro 2008                |
| 13 octobre 2007 | Constanța Roumanie | Roumanie - Pays-Bas | 1-0   | Qualification pour l'Euro 2008                |
| 17 juin 2008    | Berne Suisse       | Pays-Bas - Roumanie | 2-0   | Euro 2008 (1er tour)                          |
| 16 octobre 2012 | Bucarest Roumanie  | Roumanie - Pays-Bas | 1-4   | Qualification pour la Coupe du monde 2014     |
| 26 mars 2013    | Pays-Bas           | Pays-Bas - Roumanie | 4-0   | Qualification pour la Coupe du monde 2014     |
| 02 / 07/ 2024   | Munich             | Roumanie - Pays-Bas | 0-3   | Championnat d'Europe de football 2024 ( 1/16) |

Bilan
- Total de matchs disputés : 14
- Victoires de l'équipe des Pays-Bas : 9
- Victoires de l'équipe de Roumanie : 1
- Matchs nuls : 3

### Russie
| Date           | Lieu               | Match             | Score      | Compétition                  |
| 7 février 2007 | Amsterdam Pays-Bas | Pays-Bas - Russie | 4-1        | Match amical                 |
| 21 juin 2008   | Bâle Suisse        | Pays-Bas - Russie | 1-3 (a.p.) | Euro 2008 (Quarts de finale) |
| 20 août 2008   | Moscou Russie      | Russie - Pays-Bas | 1-1        | Match amical                 |

Bilan
- Total de matchs disputés : 3
- Victoires de l'équipe des Pays-Bas : 1
- Victoires de la Russie : 1
- Matchs nuls : 1

## S

### Saint-Marin
| Date              | Lieu                   | Match                  | Score  | Compétition                                |
| 24 mars 1993      | Utrecht Pays-Bas       | Pays-Bas - Saint-Marin | 6 - 0  | Qualifications pour la Coupe du monde 1994 |
| 22 septembre 1993 | Bologne Italie         | Saint-Marin - Pays-Bas | 0 - 7  | Qualifications pour la Coupe du monde 1994 |
| 29 mars 1997      | Amsterdam Pays-Bas     | Pays-Bas - Saint-Marin | 4 - 0  | Qualifications pour la Coupe du monde 1998 |
| 30 avril 1997     | Serravalle Saint-Marin | Saint-Marin - Pays-Bas | 0 - 6  | Qualifications pour la Coupe du monde 1998 |
| 3 septembre 2010  | Serravalle Saint-Marin | Saint-Marin - Pays-Bas | 0 - 5  | Qualifications pour l'Euro 2012            |
| 2 septembre 2011  | Eindhoven Pays-Bas     | Pays-Bas - Saint-Marin | 11 - 0 | Qualifications pour l'Euro 2012            |

Bilan
- Total de matchs disputés : 6
- Victoires de l'équipe de Saint-Marin : 0
- Victoires de l'équipe des Pays-Bas : 6
- Match nul : 0

### Sarre
| Date             | Lieu               | Match            | Score | Compétition  |
| 16 novembre 1955 | Sarrebruck Sarre   | Sarre - Pays-Bas | 1-2   | Match amical |
| 6 juin 1956      | Amsterdam Pays-Bas | Pays-Bas - Sarre | 3-2   | Match amical |

Bilan
- Total de matchs disputés : 2
- Victoires de l'équipe des Pays-Bas : 2
- Victoires de l'équipe de Sarre : 0
- Match nul : 0

### Sénégal
Les Rivalité Officielle
| Date             | Lieu    | Match              | Score | Compétition         |
| 21 novembre 2022 | Al-Khor | Sénégal - Pays-Bas | 0-2   | Coupe du monde 2022 |

### Serbie-et-Monténégro
| Date         | Lieu              | Match                           | Score | Compétition                    |
| 11 juin 2006 | Leipzig Allemagne | Serbie-et-Monténégro - Pays-Bas | 0-1   | Coupe du monde 2006 (groupe C) |

Bilan
- Total de matchs disputés : 1
- Victoires de l'équipe de Serbie et Monténégro : 0
- Victoires de l'équipe des Pays-Bas : 1
- Match nul : 0

### Slovaquie
| Date         | Lieu                  | Match                | Score | Compétition                               |
| 27 juin 2010 | Durban Afrique du Sud | Pays-Bas - Slovaquie | 2-1   | Coupe du monde 2010 (Huitièmes de finale) |
| 30 mai 2012  | Rotterdam Pays-Bas    | Pays-Bas - Slovaquie | 2-0   | Match amical                              |
| 31 mai 2018  | Trnava Slovaquie      | Slovaquie - Pays-Bas | 1-1   | Match amical                              |

Bilan
- Total de matchs disputés : 3
- Victoires de l'équipe des Pays-Bas : 2
- Victoires de l'équipe de Slovaquie : 0
- Match nul : 1

### Slovénie
| Date            | Lieu               | Match               | Score | Compétition                     |
| 28 mars 2007    | Celje Slovénie     | Slovénie - Pays-Bas | 0-1   | Qualifications pour l'Euro 2008 |
| 17 octobre 2007 | Eindhoven Pays-Bas | Pays-Bas - Slovénie | 2-0   | Qualifications pour l'Euro 2008 |

Bilan
- Total de matchs disputés : 2
- Victoires de l'équipe des Pays-Bas : 2
- Match nul : 0
- Victoires de l'équipe de Slovénie : 0

### Suède
| Date             | Lieu                          | Match            | Score           | Compétition                     |
| 23 octobre 1908  | Londres Angleterre            | Pays-Bas - Suède | 2 - 0           | Jeux olympiques de 1908         |
| 25 octobre 1908  | La Haye Pays-Bas              | Pays-Bas - Suède | 5 - 3           | Match amical                    |
| 29 juin 1912     | Stockholm Suède               | Suède - Pays-Bas | 3 - 4           | Jeux olympiques de 1912         |
| 9 juin 1919      | Amsterdam Pays-Bas            | Pays-Bas - Suède | 3 - 1           | Match amical                    |
| 24 août 1919     | Stockholm Suède               | Suède - Pays-Bas | 4 - 1           | Match amical                    |
| 29 août 1920     | Anvers Belgique               | Pays-Bas - Suède | 5 - 4           | Jeux olympiques de 1920         |
| 8 juin 1924      | Colombes France               | Pays-Bas - Suède | 1 - 1           | Jeux olympiques de 1924         |
| 9 juin 1924      | Colombes France               | Pays-Bas - Suède | 1 - 3           | Jeux olympiques de 1924         |
| 13 novembre 1927 | Amsterdam Pays-Bas            | Pays-Bas - Suède | 1 - 0           | Match amical                    |
| 9 juin 1929      | Stockholm Suède               | Suède - Pays-Bas | 6 - 2           | Match amical                    |
| 9 juin 1948      | Amsterdam Pays-Bas            | Pays-Bas - Suède | 1 - 0           | Match amical                    |
| 8 juin 1950      | Stockholm Suède               | Suède - Pays-Bas | 4 - 1           | Match amical                    |
| 14 mai 1952      | Amsterdam Pays-Bas            | Pays-Bas - Suède | 0 - 0           | Match amical                    |
| 19 mai 1954      | Stockholm Suède               | Suède - Pays-Bas | 6 - 1           | Match amical                    |
| 29 avril 1964    | Rotterdam Pays-Bas            | Pays-Bas - Suède | 0 - 1           | Match amical                    |
| 19 juin 1974     | Dortmund Allemagne de l'Ouest | Pays-Bas - Suède | 0 - 0           | Coupe du monde 1974 (1er tour)  |
| 4 septembre 1974 | Stockholm Suède               | Suède - Pays-Bas | 1 - 5           | Match amical                    |
| 27 avril 1983    | Utrecht Pays-Bas              | Pays-Bas - Suède | 0 - 3           | Match amical                    |
| 26 juin 2004     | Faro Portugal                 | Suède - Pays-Bas | 0 - 0 (tab 4-5) | Euro 2004 (1/4 finale)          |
| 18 août 2004     | Stockholm Suède               | Suède - Pays-Bas | 2 - 2           | Match amical                    |
| 19 novembre 2008 | Amsterdam Pays-Bas            | Pays-Bas - Suède | 3 - 1           | Match amical                    |
| 12 octobre 2010  | Amsterdam Pays-Bas            | Pays-Bas - Suède | 4 - 1           | Qualifications pour l'Euro 2012 |
| 11 octobre 2011  | Solna Suède                   | Suède - Pays-Bas | 3 - 2           | Qualifications pour l'Euro 2012 |

Bilan
- Total des matchs disputés : 23
- Victoires des Pays-Bas : 10
- Matchs nuls : 5
- Victoires de la Suède : 8

### Suisse
| Date               | Lieu                  | Match             | Score | Compétition                                |
| 16 mai 1920        | Bâle Suisse           | Suisse - Pays-Bas | 2-1   | Match amical                               |
| 26 mars 1921       | Amsterdam Pays-Bas    | Pays-Bas - Suisse | 2-0   | Match amical                               |
| 19 novembre 1922   | Berne Suisse          | Suisse - Pays-Bas | 5-0   | Match amical                               |
| 25 novembre 1923   | Amsterdam Pays-Bas    | Pays-Bas - Suisse | 4-1   | Match amical                               |
| 19 avril 1925      | Zurich Suisse         | Suisse - Pays-Bas | 4-1   | Match amical                               |
| 28 mars 1926       | Amsterdam Pays-Bas    | Pays-Bas - Suisse | 5-0   | Match amical                               |
| 6 mai 1928         | Bâle Suisse           | Suisse - Pays-Bas | 2-1   | Match amical                               |
| 17 mars 1929       | Amsterdam Pays-Bas    | Pays-Bas - Suisse | 3-2   | Match amical                               |
| 2 novembre 1930    | Zurich Suisse         | Suisse - Pays-Bas | 6-3   | Match amical                               |
| 22 février 1933    | Amsterdam Pays-Bas    | Pays-Bas - Suisse | 0-2   | Match amical                               |
| 27 mai 1934        | Milan Italie          | Pays-Bas - Suisse | 2-3   | Coupe du monde 1934 (1/8 finale)           |
| 4 novembre 1934    | Berne Suisse          | Suisse - Pays-Bas | 2-4   | Match amical                               |
| 7 mai 1937         | Amsterdam Pays-Bas    | Pays-Bas - Suisse | 2-1   | Match amical                               |
| 7 mai 1939         | Berne Suisse          | Suisse - Pays-Bas | 2-1   | Match amical                               |
| 21 septembre 1947  | Amsterdam Pays-Bas    | Pays-Bas - Suisse | 6-2   | Match amical                               |
| 15 octobre 1950    | Bâle Suisse           | Suisse - Pays-Bas | 7-5   | Match amical                               |
| 22 mars 1953       | Amsterdam Pays-Bas    | Pays-Bas - Suisse | 1-2   | Match amical                               |
| 30 mai 1954        | Zurich Suisse         | Suisse - Pays-Bas | 3-1   | Match amical                               |
| 19 mai 1955        | Rotterdam Pays-Bas    | Pays-Bas - Suisse | 4-1   | Match amical                               |
| 15 septembre 1956  | Lausanne Suisse       | Suisse - Pays-Bas | 2-3   | Match amical                               |
| 2 novembre 1958    | Rotterdam Pays-Bas    | Pays-Bas - Suisse | 2-0   | Match amical                               |
| 18 mai 1960        | Zurich Suisse         | Suisse - Pays-Bas | 3-1   | Match amical                               |
| 11 novembre 1962   | Amsterdam Pays-Bas    | Pays-Bas - Suisse | 3-1   | Match amical                               |
| 31 mars 1963       | Berne Suisse          | Suisse - Pays-Bas | 1-1   | Match amical                               |
| 17 octobre 1965    | Amsterdam Pays-Bas    | Pays-Bas - Suisse | 0-0   | Qualifications pour la Coupe du monde 1966 |
| 14 novembre 1965   | Berne Suisse          | Suisse - Pays-Bas | 2-1   | Qualifications pour la Coupe du monde 1966 |
| 9 octobre 1974     | Rotterdam Pays-Bas    | Pays-Bas - Suisse | 1-0   | Match amical                               |
| 11 octobre 1978    | Berne Suisse          | Suisse - Pays-Bas | 1-3   | Qualifications pour l'Euro 1980            |
| 28 mars 1979       | Eindhoven Pays-Bas    | Pays-Bas - Suisse | 3-0   | Qualifications pour l'Euro 1980            |
| 1er septembre 1981 | Zurich Suisse         | Suisse - Pays-Bas | 2-1   | Match amical                               |
| 13 juin 1996       | Birmingham Angleterre | Suisse – Pays-Bas | 0-2   | Euro 1996 (1er tour)                       |
| 22 août 2007       | Genève Suisse         | Suisse - Pays-Bas | 2-1   | Match amical                               |
| 11 novembre 2011   | Amsterdam Pays-Bas    | Pays-Bas - Suisse | 0-0   | Match amical                               |

Bilan
- Total de matchs disputés : 33
- Victoires de l'équipe de Suisse : 15
- Matchs nuls : 3
- Victoires de l'équipe des Pays-Bas : 15

### Suriname
| Date           | Lieu                | Match               | Score | Compétition  |
| 3 juillet 1960 | Paramaribo Suriname | Suriname - Pays-Bas | 3-4   | Match amical |

Bilan
- Total de matchs disputés : 1
- Victoires de l'équipe du Suriname : 0
- Victoires de l'équipe des Pays-Bas : 1
- Match nul : 0

## T

### Tchécoslovaquie
| Date              | Lieu                   | Match                      | Score  | Compétition                    |
| 18 avril 1927     | Amsterdam Pays-Bas     | Pays-Bas - Tchécoslovaquie | 8-1*   | Match amical                   |
| 29 mai 1932       | Amsterdam Pays-Bas     | Pays-Bas - Tchécoslovaquie | 1-2    | Match amical                   |
| 5 juin 1938       | Le Havre France        | Pays-Bas - Tchécoslovaquie | 0-3 ap | Coupe du monde 1938 (1er tour) |
| 30 octobre 1960   | Prague Tchécoslovaquie | Tchécoslovaquie - Pays-Bas | 4-0    | Match amical                   |
| 6 novembre 1966   | Amsterdam Pays-Bas     | Pays-Bas - Tchécoslovaquie | 1-2    | Match amical                   |
| 16 avril 1969     | Rotterdam Pays-Bas     | Pays-Bas - Tchécoslovaquie | 2-0    | Match amical                   |
| 30 août 1972      | Prague Tchécoslovaquie | Tchécoslovaquie - Pays-Bas | 1-2    | Match amical                   |
| 16 juin 1976      | Zagreb Yougoslavie     | Tchécoslovaquie - Pays-Bas | 3-1 ap | Euro 1976 (1/2 finale)         |
| 17 juin 1980      | Milan Italie           | Pays-Bas - Tchécoslovaquie | 1-1    | Euro 1980 (1er tour)           |
| 10 septembre 1986 | Prague Tchécoslovaquie | Tchécoslovaquie - Pays-Bas | 1-0    | Match amical                   |

- Ce match est comptabilisé par la Fédération des Pays-Bas de football mais pas dans les matchs de la Tchécoslovaquie.

Bilan
- Total de matchs disputés : 9 (ou 10*)
- Victoires de l'équipe de Tchécoslovaquie : 6
- Victoires de l'équipe des Pays-Bas : 2 (ou 3*)
- Matchs nuls : 1

### Thaïlande
| Date        | Lieu              | Match                | Score | Compétition  |
| 6 juin 2007 | Bangkok Thaïlande | Thaïlande - Pays-Bas | 1 - 3 | Match amical |

Bilan
- Total de matchs disputés : 1
- Victoires de l'équipe de Thaïlande : 0
- Victoires de l'équipe des Pays-Bas : 1
- Match nul : 0

### Tunisie

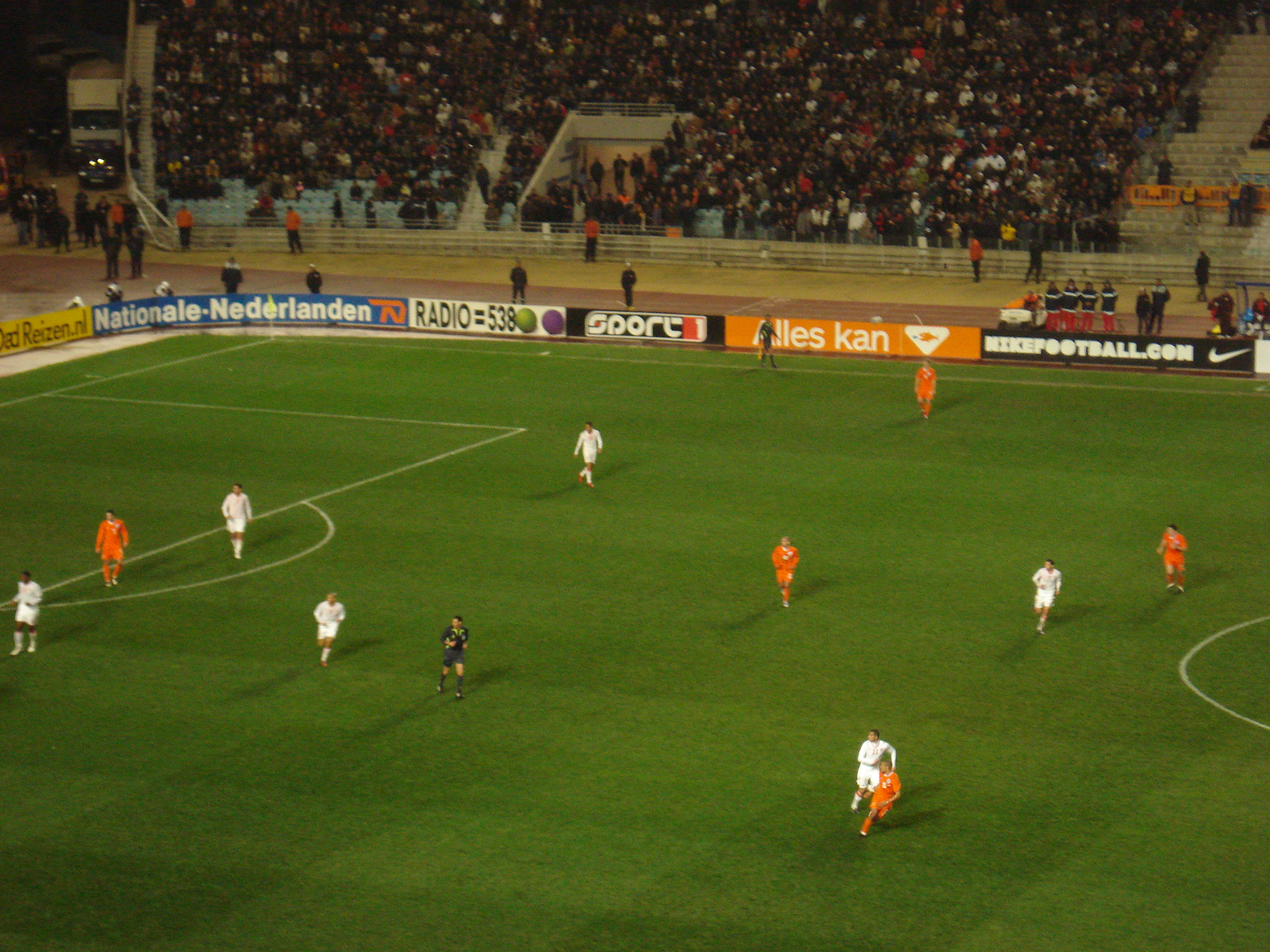
Équipes des Pays-Bas et de Tunisie en 2009

| Date            | Lieu          | Match              | Score | Compétition  |
| 5 avril 1978    | Tunis Tunisie | Tunisie - Pays-Bas | 0-4   | Match amical |
| 19 janvier 1994 | Tunis Tunisie | Tunisie - Pays-Bas | 2-2   | Match amical |
| 11 février 2009 | Radès Tunisie | Tunisie - Pays-Bas | 1-1   | Match amical |

Bilan
- Total de matchs disputés : 3
- Victoires de l'équipe de Tunisie : 0
- Victoires de l'équipe des Pays-Bas : 1
- Match nul : 2

### Turquie
| Date             | Lieu               | Match              | Score | Compétition                                |
| 4 mai 1958       | Amsterdam Pays-Bas | Pays-Bas - Turquie | 1-2   | Match amical                               |
| 10 mai 1959      | Istanbul Turquie   | Turquie - Pays-Bas | 0-0   | Match amical                               |
| 16 décembre 1992 | Istanbul Turquie   | Turquie - Pays-Bas | 1-3   | Qualifications pour la Coupe du monde 1994 |
| 24 février 1993  | Utrecht Pays-Bas   | Pays-Bas - Turquie | 3-1   | Qualifications pour la Coupe du monde 1994 |
| 2 avril 1997     | Bursa Turquie      | Turquie - Pays-Bas | 1-0   | Qualifications pour la Coupe du monde 1998 |
| 11 octobre 1997  | Amsterdam Pays-Bas | Pays-Bas - Turquie | 0-0   | Qualifications pour la Coupe du monde 1998 |
| 28 février 2001  | Amsterdam Pays-Bas | Pays-Bas - Turquie | 0-0   | Match amical                               |
| 17 novembre 2010 | Amsterdam Pays-Bas | Pays-Bas - Turquie | 1-0   | Match amical                               |
| 7 septembre 2012 | Amsterdam Pays-Bas | Pays-Bas - Turquie | 2-0   | Qualifications pour la Coupe du monde 2014 |
| 15 octobre 2013  | Istanbul Turquie   | Turquie - Pays-Bas | 0-2   | Qualifications pour la Coupe du monde 2014 |
| 28 mars 2015     | Amsterdam Pays-Bas | Pays-Bas - Turquie | 1-1   | Qualifications pour l'Euro 2016            |
| 6 septembre 2015 | Konya Turquie      | Turquie - Pays-Bas | 3-0   | Qualifications pour l'Euro 2016            |
| 24 mars 2021     | Istanbul Turquie   | Turquie - Pays-Bas | 4-2   | Qualifications pour la Coupe du monde 2022 |
| 7 septembre 2021 | Amsterdam Pays-Bas | Pays-Bas - Turquie | 6-1   | Qualifications pour la Coupe du monde 2022 |
| 6 Juillet 2024   | Berlin             | Pays-Bas - Turquie | 2-1   | Euro 2024 (1/4 de finale)                  |

Bilan
- Total de matchs disputés : 15
- Victoires de l'équipe des Pays-Bas : 7
- Victoires de l'équipe de Turquie : 4
- Matchs nuls : 4

## U

### Ukraine
| Date         | Lieu               | Match              | Score | Compétition                      |
| 24 mai 2008  | Rotterdam Pays-Bas | Pays-Bas - Ukraine | 3-0   | Match amical                     |
| 11 août 2010 | Donetsk Ukraine    | Ukraine - Pays-Bas | 1-1   | Match amical                     |
| 13 juin 2021 | Amsterdam Pays-Bas | Pays-Bas - Ukraine | 3-2   | Euro 2020 (Groupe C - 1er match) |

Bilan
- Total de matchs disputés : 2
- Victoires de l'équipe d'Ukraine : 0
- Victoires de l'équipe des Pays-Bas : 2
- Match nul : 1

### URSS
| Date             | Lieu                         | Match           | Score | Compétition          |
| 29 novembre 1967 | Rotterdam Pays-Bas           | Pays-Bas - URSS | 3-1   | Amical               |
| 5 octobre 1977   | Rotterdam Pays-Bas           | Pays-Bas - URSS | 0-0   | Amical               |
| 12 juin 1988     | Cologne Allemagne de l'Ouest | Pays-Bas - URSS | 0-1   | Euro 1988 (1er tour) |
| 25 juin 1988     | Munich Allemagne de l'Ouest  | Pays-Bas - URSS | 2-0   | Euro 1988 (finale)   |
| 22 mars 1989     | Eindhoven Pays-Bas           | Pays-Bas - URSS | 2-0   | Amical               |
| 28 mars 1990     | Kiev Union soviétique        | URSS - Pays-Bas | 2-1   | Amical               |

Bilan
- Total de matchs disputés : 6
- Victoires de l'équipe des Pays-Bas : 3
- Victoires des équipes d'URSS : 2
- Matchs nuls : 1

### Uruguay
| Date           | Lieu                  | Match              | Score | Compétition                       |
| 3 juillet 2010 | Le Cap Afrique du Sud | Uruguay - Pays-Bas | 2-3   | Coupe du monde 2010 (demi-finale) |
| 8 juin 2011    | Montevideo Uruguay    | Uruguay - Pays-Bas | 1-1   | Match amical                      |

Bilan
- Total de matchs disputés : 2
- Victoires de l'équipe d'Uruguay : 0
- Victoires de l'équipe des Pays-Bas : 1
- Match nul : 1

## Y

### Yougoslavie
| Date              | Lieu                 | Match                      | Score | Compétition                      |
| 1er novembre 1967 | Rotterdam Pays-Bas   | Pays-Bas - RFS Yougoslavie | 1-2   | Match amical                     |
| 11 octobre 1970   | Rotterdam Pays-Bas   | Pays-Bas - RFS Yougoslavie | 1-1   | Qualifications pour l'Euro 1972  |
| 4 avril 1971      | Split Yougoslavie    | RFS Yougoslavie - Pays-Bas | 2-0   | Qualifications pour l'Euro 1972  |
| 30 mai 1975       | Belgrade Yougoslavie | RFS Yougoslavie - Pays-Bas | 3-0   | Match amical                     |
| 19 juin 1976      | Zagreb Yougoslavie   | RFS Yougoslavie - Pays-Bas | 2-3   | Euro 1976 (3e place)             |
| 3 juin 1990       | Zagreb Yougoslavie   | RFS Yougoslavie - Pays-Bas | 2-0   | Match amical                     |
| 25 mars 1992      | Amsterdam Pays-Bas   | Pays-Bas - RFS Yougoslavie | 2-0   | Match amical                     |
| 29 juin 1998      | Toulouse France      | Pays-Bas - RF Yougoslavie  | 2-1   | Coupe du monde 1998 (1/8 finale) |
| 25 juin 2000      | Rotterdam Pays-Bas   | Pays-Bas - RF Yougoslavie  | 6-1   | Euro 2000 (1/4 finale)           |

- RFS Yougoslavie fait référence à la République fédérale socialiste de Yougoslavie (de 1963 au 27/04/1992)
- RF Yougoslavie fait référence à la République fédérale de Yougoslavie (du 27/04/1992 au 4/02/2003)

Bilan
- Total de matchs disputés : 9
- Victoires de l'équipe de Yougoslavie : 4
- Victoires de l'équipe des Pays-Bas : 4
- Matchs nuls : 1